# Processi per stregoneria in Italia
I processi per stregoneria in Italia si verificarono contestualmente alla cosiddetta caccia alle streghe (1450-1750), il momento cioè in cui, tra l'Europa e le colonie britanniche d'America, furono processate per stregoneria circa 100000 persone e ne furono condannate a morte circa la metà. Lo studio della parentesi italiana di questi processi è, per taluni versi, più complesso rispetto a quello dei processi celebrati in altri paesi europei. In Italia come altrove, il processo per stregoneria poteva essere gestito non solo dalle autorità religiose, ma anche dai locali poteri temporali cosa che, in una regione geografica allora divisa tra numerose compagni statali, detti "Antichi stati italiani", ha portato alla stratificazione di materiale processuale variegato, in svariate sedi e solo parzialmente e malamente pervenuto alla storiografia moderna.
Le stime dell'intensità dei processi e il numero delle esecuzioni da essi comminate sono pertanto, per i predetti motivi, estremamente volatili; in Italia la situazione è ancora più amplificata, variando da centinaia a migliaia di vittime. Uno dei pochi dati certi, apparentemente paradossale, è che l'Inquisizione romana, potentissima nell'Italia dell'Ancien Régime, condannò al rogo per stregoneria entro le mura della città di Roma solo 4 persone. Stando alle stime, i processi nella penisola dovrebbero essere stati circa 5000 e le vittime, applicando le modalità di calcolo proposte da Brian P. Levack, almeno un paio di migliaia, di cui però solo 36 apparentemente imputabili al Vaticano.
L'Italia settentrionale sperimentò una prima ondata di processi alle streghe con largo anticipo rispetto alla maggior parte dell'Europa. Il fenomeno raggiunse il suo apice durante il Rinascimento: dopo alcuni casi sporadici negli anni 1370 e uno di grande rilevanza avvenuto nello Stato di Milano nel 1384-1390, infatti, nel corso del XV secolo si verificarono nella penisola numerose cacce alle streghe. Processi di massa per stregoneria con numerose esecuzioni furono celebrati in Valtellina (1460, 1483 e 1485), a Cuneo (1477) e Pavia (1479), nel Canavese (1472 e 1475-1476) e a Peveragno (1485 e 1489) e Carignano (1493-1494). Il successivo periodo di caos socio-politico per la penisola durante le celebri guerre d'Italia del XVI secolo aggravò ulteriormente la situazione. Dopo il 1530, quando l'Italia era ormai saldamente sotto il dominio degli Asburgo di Spagna, le esecuzioni per stregoneria diminuirono e, per diversi decenni, punizioni minori della pena di morte divennero comuni nei processi alle streghe. Gli Stati italiani sperimentarono una seconda ondata di esecuzioni per stregoneria durante la Controriforma che raggiunsero il culmine tra il 1580 e il 1660 circa, diminuendo poi sino a scomparire nella prima metà del XVIII secolo con gli ultimi roghi accertati tra 1720 e 1730.

## Esegesi delle fonti e conteggio delle vittime
Il numero delle vittime della caccia alle streghe europea è largamente dibattuto da decenni. Il raggiungimento di una certezza sul tema è ostacolato da molti elementi, come la perdita nel tempo di documenti affidabili relativi a gran parte dei processi. Il motivo principale fu che, a partire dall'Illuminismo (e per l'Italia ancor più durante il Risorgimento), per paura che cadessero nelle mani degli avversari della Chiesa gli immensi archivi inquisitoriali, stratificati in secoli d'attività presso le varie e poliedriche realtà politiche che caratterizzavano l'Italia prima dell'Unità (v.si Antichi stati italiani), ne furono dati alle fiamme molti (per esempio a Mantova, a Benevento o in Sicilia, ove si trovavano le carte di migliaia di processi), mentre altri furono sequestrati per motivi anticlericali e poi scomparvero nei rovesci della storia, come fu per gli atti processuali del Sant'Uffizio rubati dai francesi durante l'Occupazione napoleonica di Roma (1798-1799) o per le carta fatte bruciare a Milano nel 1788 quando il monarca illuminato Giuseppe II d'Asburgo-Lorena (r. 1765-1790) sfrattò dal capoluogo meneghino il Sant'Uffizio. Esemplare in questo senso il destino storiografico degli atti dei processi contro le Streghe di Valle Camonica, la più grande caccia consumatasi sul suolo italiano: già custoditi negli archivi delle parrocchie interessate, a fine Ottocento figuravano nella raccolta privata di don Luigi Brescianelli di Capo di Ponte (BS) finché un ordine tassativo del vescovo di Brescia, Giacinto Gaggia (c. 1909-1933), ne impose la distruzione per «non fomentare una campagna anticlericale». A oggi, dei 45 tribunali provinciali dell'Inquisizione romana, solo 5 dei relativi archivi sono pervenuti integri: Venezia, Modena, Siena, Napoli e Aquileia.

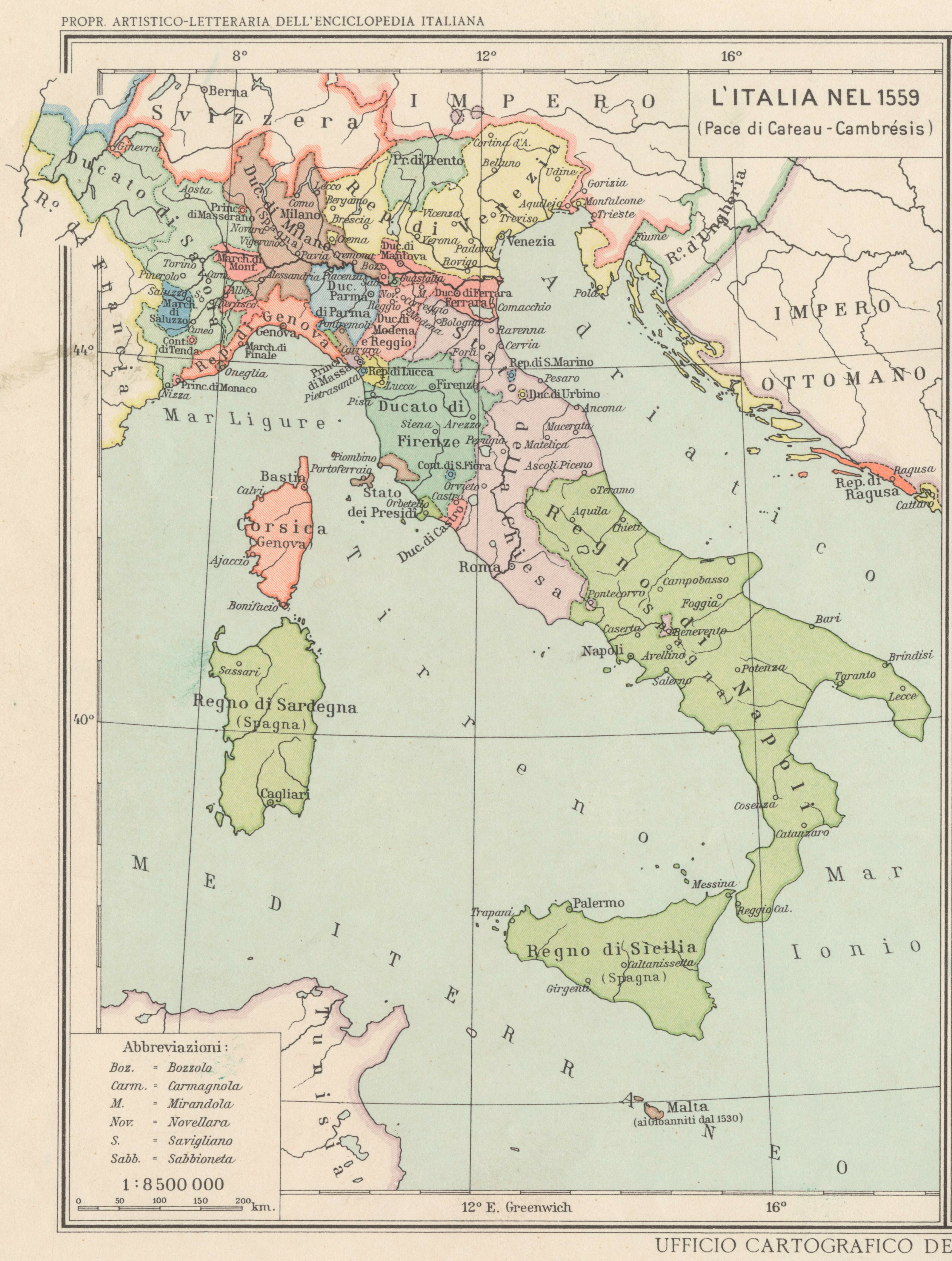
L'Italia dopo la Pace di Cateau-Cambrésis (1559), l'accordo di compromesso che pose fine alle guerre d'Italia tra la Francia e gli Asburgo di Spagna e Austria.

Il 15 giugno 2004, il Vaticano pubblicò il volume L'inquisizione. Atti del Simposio Internazionale di Città del Vaticano del 29-31 ottobre 1998, frutto del lavoro della Commissione teologico-storica del Comitato Centrale del Grande Giubileo dell'Anno 2000 sui documenti ufficiali della Santa Sede su 100000 processi celebrati da tribunali civili ed ecclesiastici secondo la procedura inquisitoriale, nel quale si concluse che «le condanne al rogo comminate da tribunali ecclesiastici sono state 4 in Portogallo, 59 in Spagna, 36 in Italia: in tutto, quindi, meno di 100 casi». Altre stime riportano circa 110000 processi, dei quali circa 5000 nella sola Italia. Lo storico statunitense Brian P. Levack ha valutato le esecuzioni capitali come esito del 55% dei processi, giungendo pertanto a un totale di circa 60000 persone giustiziate in Europa nel 1450-1750. In questi processi, l'80% degli accusati era di sesso femminile, mentre in taluni paesi nordici (es. Islanda) vi fu una predominanza maschile. Altri studi pervengono a conclusioni di poco superiori. La situazione muta, non di molto, esaminando le cifre riferite a particolari aree geografiche oggetto di studi più approfonditi, sulla base del ritrovamento di documenti processuali, su tutti il sopracitato esempio delle streghe camune processate nel XVI secolo, non essendo stato possibile recuperare la documentazione per ogni processo celebrato. Pertanto, le cifre che si ipotizzano in ordine alle vittime vanno considerate come ordini di grandezza e spesso sono oggettivamente influenzate dalle opinioni ed ideologie degli autori che le hanno determinate, problematica, questa, presente in ogni studio sulla caccia alle streghe europee: è per esempio noto che ecclesiastico apostata Juan Antonio Llorente (1756-1823), attivo abolizionista dell'Inquisizione spagnola, sovrastimò le vittime imputate all'operato della stessa.
Alcuni studiosi rilevano il paradosso che l'Italia, ove la base religioso-filosofica nonché teologica della caccia alle streghe nacque e crebbe attraverso bolle papali e manuali, non fu teatro delle più violente persecuzioni (eccetto che nell'arco alpino occidentale, come approfondiremo nel seguito), né mattatoio delle vittime più numerose. Sarebbe stata proprio l'ingombrante presenza del Sant'Uffizio romano, generalmente avverso ai processi sommari laico-popolari che minavano l'autorità ecclesiastica, a impedire, nel Bel paese, un eccesso di persecuzioni che furono così ben più numerose in paesi quali Francia, Gran Bretagna e Germania. Secondo altri, anzitutto Giovanni Romeo, la caccia alle streghe in Italia addirittura si spense per la crisi che i tribunali del Sant'Uffizio, attore propulsivo e necessario per la chiusura dei processi, ebbero tra il Seicento e il Settecento e non per decisioni degli inquisitori generali. Sono osservazioni, tuttavia, puramente legate alla possibilità di compiere ricerche statistiche, in quanto nei paesi sopra citati esistono ancora archivi intatti della caccia alle streghe, mentre in Italia, come anticipato, detti archivi sono andati distrutti o perduti nel corso dei secoli.
Tirando le somme, la maggior parte dei roghi di streghe e stregoni si verificò in Italia nella prima metà del Cinquecento, soprattutto nell'Italia settentrionale e in Toscana (anche se, ad esempio, nella Repubblica di Lucca il caso di Polissena di San Macario e Margherita di San Rocco si verificò nel 1571), con un solo caso a Benevento. Come anticipato, a Roma, sede del papato e del Sant'Uffizio, la caccia alle streghe innescò solo 4 roghi. Le cacce alle streghe condotte in alcune valli alpine dalle autorità secolari nel Cinque-Seicento furono molto severe, al pari di quanto succedeva contemporaneamente nell’Europa centrale, e le condanne capitali furono prevalentemente comminate nel Centro-Nord della Penisola, mentre nel Meridione ce ne furono pochissime. La materia, come anticipato, è però oggetto di continui approfondimenti e ricerche e si stanno scoprendo ed analizzando più processi e più sentenze capitali del Cinque-Seicento che potrebbero modificare il quadro generale appena tratteggiato.

## Premesse

### Stregoneria italiana

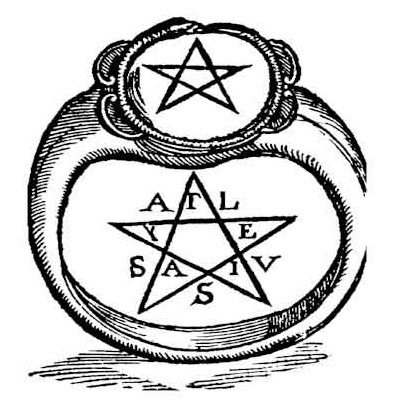
Anello con pentagramma da Crotone, ill. in.

Con il termine "stregoneria italiana" si indicano tutti quei culti/riti, o meglio ancora tradizioni/culture, pagano-sciamanici sopravvissuti a lungo nella Penisola in epoca cristiana, progressivamente scomparsi o cristianizzati nel tempo, che sono stati recuperati negli ultimi decenni del XX secolo grazie a dati storici, antropologici e folcloristici (fondamentale in tal senso l'opera di Carlo Ginzburg). Queste tradizioni pagane dal sapore esoterico, ancora ben radicate nel vivere comune europeo dell'età moderna all'interno della c.d. "magia popolare", costituirono, in Italia come nel resto d'Europa, il fertile humus su cui poté attecchire e divampare il fenomeno della caccia alle streghe.
La stregoneria italiana contiene al suo interno differenze regionali e quindi ogni località sarà associata a divinità diverse, dipendenti dalle influenze che differenti popoli hanno avuto su ogni specifica area. Ciò ha portato ad un'incredibile varietà di spiriti della natura e/o ricollegabili al culto degli antenati (il Munaciello e l'Uria campani, sorta di spiriti domestici, o il Lenghelo laziale, solo per citarne alcuni), al sorgere ed al prosperare di figure di professionisti dell'esoterismo cui il popolo si rivolgeva per gestire il rapporto con il soprannaturale (tra i più famosi i «Benandanti» del Friuli, veri e propri contro-stregoni, e le «Donne di fora», a metà strada tra le streghe e le fate, tipiche della Sicilia e delle sue isole), tanto quanto all'origine di figure per noi oggi enigmatiche, poco più che maschere, come i mamuthones sardi.
L'etimo di lingua italiana "strega" ("stregone" al maschile) deriverebbe dal latino striga, a sua volta dal greco stryx, strygòs per «strige, barbagianni, uccello notturno», con il passare del tempo «esperta di magia e incantesimi». Nel latino medievale, il termine utilizzato prevalentemente era lamia e solo a partire dal Rinascimento si passò a "strega" con varie accezioni regionali, ovvero:
- Ehtréga a Montjovet (simile all'italiano "strega"), Faye a Saint-Rhémy-en-Bosses (simile al francese "fée", i.e. "fata") e vari sostantivi sparsi per tutta la regione come Sorchèra o Chorchéire, simili al francese "sorcière", cioè "strega". (Valle D'Aosta)
- Masca o Maggia (Piemonte)
- Stria o Bàsura (Liguria)
- Borde (Toscana)
- Strega o Mazzera (Corsica)
- Strìa/Strea, Strolega o Maggia (Lombardia, Emilia, Trentino, Friuli-Venezia Giulia)
- Coga, Stria, Bruxa [‘bru:ʒa] o Maghiargia (Sardegna)
- Strìa/Striga/Strigo (Veneto)
- Ianara (Napoli) e Janara (Sannio e Irpinia)
- Mavara o Majara (Sicilia)
- Magara (Calabria e Basilicata)
- Masciáre (Bari e provincia)
- Masciáre o Chivàrze (Taranto e provincia)
- Macàra (Salento)
- Stiara (Grecìa Salentina)
- Stroll'ca (Umbria)
- Strolleca (Macerata)

Il campanilismo magico, in Italia, fu tale che anche il giorno in cui la tradizione popolare vuole si celebrassero le riunioni di streghe, chiamate a seconda dei casi Sabba, Corso, Gioco, Strigozzo o Tregende, salta da un capo all'altro della settimana. Tutto questo bagaglio culturale era, nell'Italia del 1450-1750, più presente e radicato in talune regioni rispetto ad altre, per esempio l'arco alpino italiano o la Sicilia, «naturale crogiolo delle culture europee, mediorientali e nord-africane», e ciò aiuta a comprendere come mai gli exploit più celebri dell'italica caccia alle streghe si verificarono sempre in determinate regioni.

### I processi dell'Inquisizione romana
L'Inquisizione originò nel Medioevo proprio in Italia, specificatamente a Verona nel 1184 con la bolla Ad abolendam diversarum haeresium pravitatem di papa Lucio III (al soglio dal 1181 al 1185), poi perfezionata da Innocenzo III (r. 1198-1216), Onorio III (r. 1216–1227) e Gregorio IX (r. 1227-1241) con l'occorrenza, tra le altre cose, di reprimere il movimento cataro, diffuso nell'Italia settentrionale e nella Francia meridionale. Nel 1252, con la bolla Ad extirpanda indirizzata ai podestà di Lombardia, Romagna e Marca Trevigiana, papa Innocenzo IV (r. 1243-1254) autorizzò l'uso della tortura perché gli eretici già ritenuti colpevoli dopo un interrogatorio con l'autorità religiosa rendessero all'autorità civile un'aperta confessione e indicassero altri eretici. La bolla Vox in Rama del 1233 promulgata dal sopracitato Gregorio IX aveva nel frattempo incluso anche la stregoneria nell'ambito operativo dell'Inquisizione, con un primo processo celebrato nel 1258 e un primo rogo, a Tolosa, nel 1275. Fin dai tempi della non centralizzata né ben organizzata Inquisizione medievale, imprescindibile fu la collaborazione, nel processo, tra la Chiesa, rappresentata dall'inquisitore, molto spesso un membro degli ordini mendicanti (in genere Domenicani o Francescani), e il potere o «braccio» secolare, incaricato di eseguire la condanna.
Risolta l'emergenza costituita per la Chiesa cattolica dai movimenti ereticali medievali nel XIV secolo, l'Inquisizione, salvo i casi di sospetta eresia, seguitò ad operare solo su richiesta delle autorità locali e/o della vox populi, il c.d. "processo per pubblica fama". Fu in questa veste che la Chiesa intervenne in alcuni dei più grandi processi di stregoneria in Italia, vale a dire i summenzionati processi della Valle Camonica (1518-1521) e di Sondrio (1523), ma queste furono eccezioni a una regola generale. Solitamente, l'Inquisizione rispettava le normali pratiche e i diritti legali degli accusati più delle corti secolari, quando queste conducevano processi alle streghe, ed è noto che il Sant'Uffizio revocò sentenze emesse da una corte secolare su casi di stregoneria quando i diritti degli accusati erano stati violati agli occhi della legge contemporanea. Nel celebre caso delle streghe di Savognino (1711-1712), fu addirittura l'Inquisizione a chiedere l'annullamento della pena capitale comminata dal tribunale locale alle accusate, delle minorenni, laddove i genitori delle stesse avevano invece ciecamente accettato la sentenza.

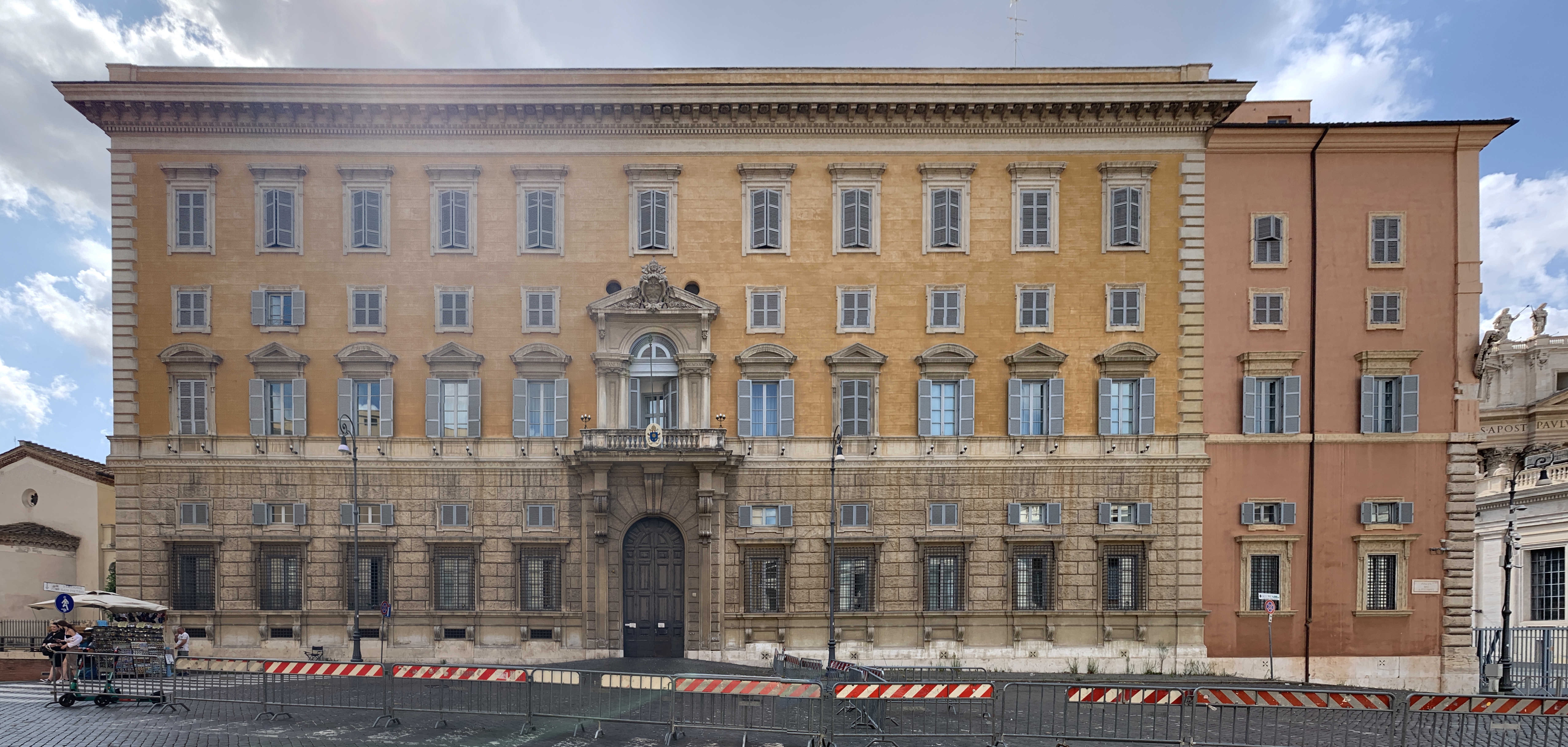
Palazzo del Sant'Uffizio a Roma, sede dell'Inquisizione romana dal 1566/1567.

L'Inquisizione romana, istituita nel 1542 da papa Paolo III (r. 1534-1549) con la costituzione apostolica Licet ab initio e lo scopo di «mantenere e difendere l'integrità della fede, esaminare e proscrivere gli errori e le false dottrine», fu un dicastero figlio della Controriforma e concentrato sulla lotta all'eresia protestante che non considerò mai la lotta alla stregoneria una priorità. Ufficialmente, inoltre, il Sant'Uffizio mantenne, da un punto di vista teologico, la posizione del Canon episcopi secondo cui il Sabba era un'illusione causata da Satana e non un reale baccanale demoniaco, tema che, nel corso del XVI secolo e proprio in Italia era stato ferocemente ed eloquentemente dibattuto (vedasi la sezione "Manuali di demonologia" nel seguito).
Da un punto di vista giurisprudenziale, l'Inquisizione romana negò l'attendibilità di un'accusa di stregoneria basata esclusivamente sulla testimonianza di una persona già accusata. Come nel caso dell'eresia, le persone condannate per stregoneria dall'Inquisizione non venivano giustiziate alla prima condanna ma solo se ricadevano nell'errore e ripetevano il crimine, in netto contrasto con quanto invece avveniva nei tribunali secolari: tale fu il caso, appunto, delle streghe milanesi Sibilla e Pierina arse nel 1390 perché eretiche relapse, cioè "recidive". Il Sant'Uffizio standardizzò norme procedurali e di applicazione delle condanne in tutta la Penisola, avocò a sé l'onere di approvare preventivamente tutte le sentenze tanto quanto la potestà di richiedere agli inquisitori provinciali ulteriori indagini processuali che ritenesse opportune. Fondamentale in questo senso fu la diffusione, nel corso degli anni 1620, della Instructio pro formandis processibus in causis strigum, sortilegiorum et maleficiorum, un vero e proprio vademecum per l'Inquisitore che godette di un ovvio grande successo tra gli addetti ai lavori. Proprio una precisa volontà moderatrice, quanto meno nella brutalità delle pene comminate, avrebbe, secondo alcuni storici, portato alla "svolta moderata" dell'Inquisizione già al volgere del Cinquecento.
La competenza territoriale del Sant'Uffizio fu comunque sostanzialmente limitata agli stati dell'Italia centro-settentrionale, come approfondiremo nel seguito, né il dicastero riuscì o volle imporsi quale sovrano delle inquisizioni moderne ormai sviluppate e ben radicate negli stati sovrani europei come nel caso di Spagna e Portogallo, dotate di proprie inquisizioni rispettivamente dal 1478 e 1536, o nel Regno di Francia, ove era un ufficio monarchico, Chambre ardente istituita da Francesco I (r. 1515-1547) nel 1535, a farsi carico della lotta ad eretici e stregoni (con l'unica eccezione dell'Inquisizione di Avignone che restò formalmente soggetta ad un legato apostolico). Nel Regno di Napoli, pur in presenza del locale tribunale nominalmente sottoposto al Sant'Uffizio, la competenza inquisitoriale fu demandata ai vescovi, mentre nella Repubblica di Venezia e nella Repubblica di Lucca originarono precipue forme d'Inquisizione "mista". La Sicilia e la Sardegna rientravano invece nella competenza territoriale dell'Inquisizione spagnola.
Le ultime pene capitali comminate da tribunali ufficiali dell'Inquisizione a streghe e stregoni ebbero luogo nell'Italia settentrionale, specificatamente in Casale Monferrato nel 1723 ed a Venezia nel 1724.

### I processi delle autorità secolari
Tradizionalmente, la ricerca sui processi per stregoneria in Italia s'è concentrata su quelli celebrati dal Sant'Uffizio, falsando l'effettiva portata dell'italica/italofona caccia alle streghe, poiché la maggior parte di detti processi fu condotta da tribunali secolari e di ben ridotta e circoscritta competenza territoriale: come si vedrà a breve, i primi roghi in Italia furono accesi a Milano da giudici secolari e, a cavallo tra Tre e Quattrocento, in Toscana, erano stati i tribunali civili ad indire frequenti processi contro astrologhe e negromanti; nel 1545, cioè durante l'intermezzo tra le due grandi stagioni di caccia alle streghe italiche, presso Tremona-Castello (Mendrisio), il podestà di Mendrisio, Nicola von Vil di Lucerna, processò, torturò e giustiziò per decapitazione tre donne, mentre altre due si spegnevano in carcere per i patimenti subiti; tra il 1670 e il 1680, a Poschiavo, nei Grigioni italofoni e protestanti, le autorità locali avviarono una pluridecennale caccia alle streghe che portò al rogo di svariate decine d'infelici, eradicando intere famiglie; ecc.

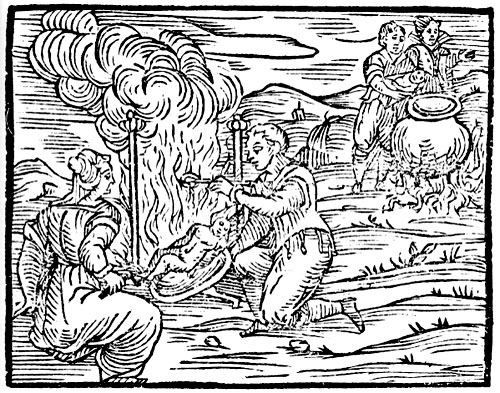
Banchetto cannibalico al sabba, ill. in Compendium maleficarum.
Il cannibalismo, in realtà, non rientrava nel modus operandi delle streghe italiche, più di sovente accusate di vampirismo.

I processi secolari furono un fenomeno particolarmente frequente nella seconda stagione della caccia alle streghe italiana del 1580-1660, in linea con una tendenza comune a tutta l'Europa mediterranea, cioè, paradossalmente, quella ove l'Inquisizione o meglio le Inquisizioni erano più presenti. Nel corso di questi processi, inoltre, le direttive procedurali del Sant'Uffizio, ivi compreso l'invito a comminare pene moderate, furono volutamente e deliberatamente ignorate dai giudici e dagli inquisitori coinvolti, mentre diventava prassi sempre più comune il linciaggio della presunta strega da parte del volgo in preda all'isteria di massa. In quel tempo, i più grandi processi di massa alle streghe nella Penisola si svolsero lungo l'arco alpino, ove le istanze moderatrici dell'Inquisizione romana erano poco o nulla sentite: in Val di Fassa nel 1573, 1627-1631 e 1643-1644; Val di Non nel 1611-1615; a Torino nel 1619; a Nogaredo nel 1640-1647 e nella Valtellina, tornata nel 1639 sotto il controllo dei Grigioni, tra il 1670 e il 1680, senza contare i summenzionati processi di Poschiavo la cui competenza territoriale è elvetica, seppur trattavasi di località a maggioranza linguistica italica. I tribunali secolari continuarono a condurre processi alle streghe fino addentro al XVIII secolo, anche se l'intensità diminuì a partire dalla seconda metà del Seicento e le esecuzioni come risultato dei processi alle streghe divennero febbrili.

## Storia

### Prima fase (1370–1530)
Il primo accertato rogo di streghe nell'Italia pre-rinascimentale avvenne nella Milano dei Visconti l'anno 1385 quando il podestà Carlo Geno condannò al rogo il negromante recidivo Gasparre Grassi, già condannato come «pubblico Negromante e Incantatore di demoni» ad Avignone nel 1378. Alcuni anni prima della vicenda di Grassi, nel 1375, a Reggio Emilia, Gabrina degli Albetti/Albeti era stata condannata per sortilegi ad amorem al taglio della lingua ed al supplizio del fuoco, mentre a Modena la guaritrice Benvenuta Benincasa se l'era cavata con la pubblica abiura e la messa alla berlina. Nel 1390 un nuovo podestà meneghino condannava al rogo come eretiche/streghe recidive (erano già state giudicate una prima volta nel 1384 ma considerate in preda al delirio e blandamente ammonite) Sibilla Zanni e Pierina de' Bugatis, adepte di una strana setta neo-pagana chiamata "il Gioco" facente capo ad una non identificata «Madonna d'Oriente». Una trentina d'anni dopo ci si sposta in Italia centrale: a Perugia, tale Caterina di Giorgio da Modrus è arsa come strega per fattucchieria ad amorem nel 1427; l'anno dopo (1428), una donna di Todi, tale Matteuccia, è arsa come strega; ecc. L'inasprirsi delle pene nei confronti delle streghe centro-italiane è solitamente messo in correlazione con la coeva predicazione itinerante di Bernardino da Siena (1380–1444) che, tra le tante, attaccò espressamente la fattucchiera Elena da Travale, già processata a Volterra nel 1423 ma scampata alla pena capitale.
Ben più importanti e consistenti furono i processi per stregoneria che, a partire dal Quattrocento, brulicarono lungo l'arco alpino e non solo sul versante italiano. Il cristianesimo, giunto nelle Alpi già in età romana, vi si diffuse in modo superficiale e non prettamente ortodosso, tanto che, stando alle tesi euristiche di alcuni studiosi del XIX secolo (es. Gabriele Rosa, 1812–1897), le popolazioni valligiane avrebbero seguitato a celebrare culti pagani fino al IX secolo, perpetuando quella che sarebbe poi stata indicata come la "Vecchia Religione". In tempi recenti si parla piuttosto, con un approccio antropologico, di cultura/tradizioni (nella fattispecie le c.d. "tradizioni alpine pre-cristiane" ma non solo) dal sapore certamente pagano-sciamanico comprendenti «pratiche terapeutiche, divinatrici, deprecatorie, propiziatorie, di magia amorosa e per la fertilità agraria (es. la danza friulana schiarazula marazula) ed anche, soprattutto, manifestazioni straordinarie».
Sin dall'età comunale, l'arco alpino italiano fu interessato da leggi per limitare/punire le persistenze pagano-sciamaniche in quanto sacrileghe. Il caso studio dei celebri roghi di streghe nella Val Camonica (1518–1521), pur posteriori, aiuta ad approfondire il fenomeno. Dagli Statuta Vallis Camonicæ del 1498 è noto che sodomia ed eresia diabolica erano punite con la medesima pena, il rogo, sebbene i giudici fossero inclini a mitigare le sentenze, forse proprio in ragione della grande diffusione delle pratiche tradizionali. Nel clima teologicamente e demonologicamente frizzante del XV secolo, quando la figura della strega e la realtà del sabba iniziarono a imporsi come minacce concrete da combattere senza indugi e gran parte della tradizione pagano-sciamanica confluì nel repertorio magico-diabolico degli inquisitori, la problematica si fece scottante. Furono infatti soprattutto le popolazioni alpine ad attirare l'attenzione di inquisitori e demonologi: il loro isolamento, la loro condizione sociale e la persistenza delle abitudini tradizionali, unitamente alle infermità e alle deformazioni fisiche dovute a malattie e denutrizione, generavano nei visitatori sospetti e paure impregnate di pesanti pregiudizi: es. in una lettera datata 1º agosto 1518, Giuseppe da Orzinuovi, funzionario veneto di Terraferma, descrive la Valle Camonica a Ludovico Querini come «luogo più sterile che fructuoso, et abitato da gente per la mazor parte più ignorante che altramente, gente gozuta, quasi tutta deforme al possibile senza alcuna regola del vivere civile.»

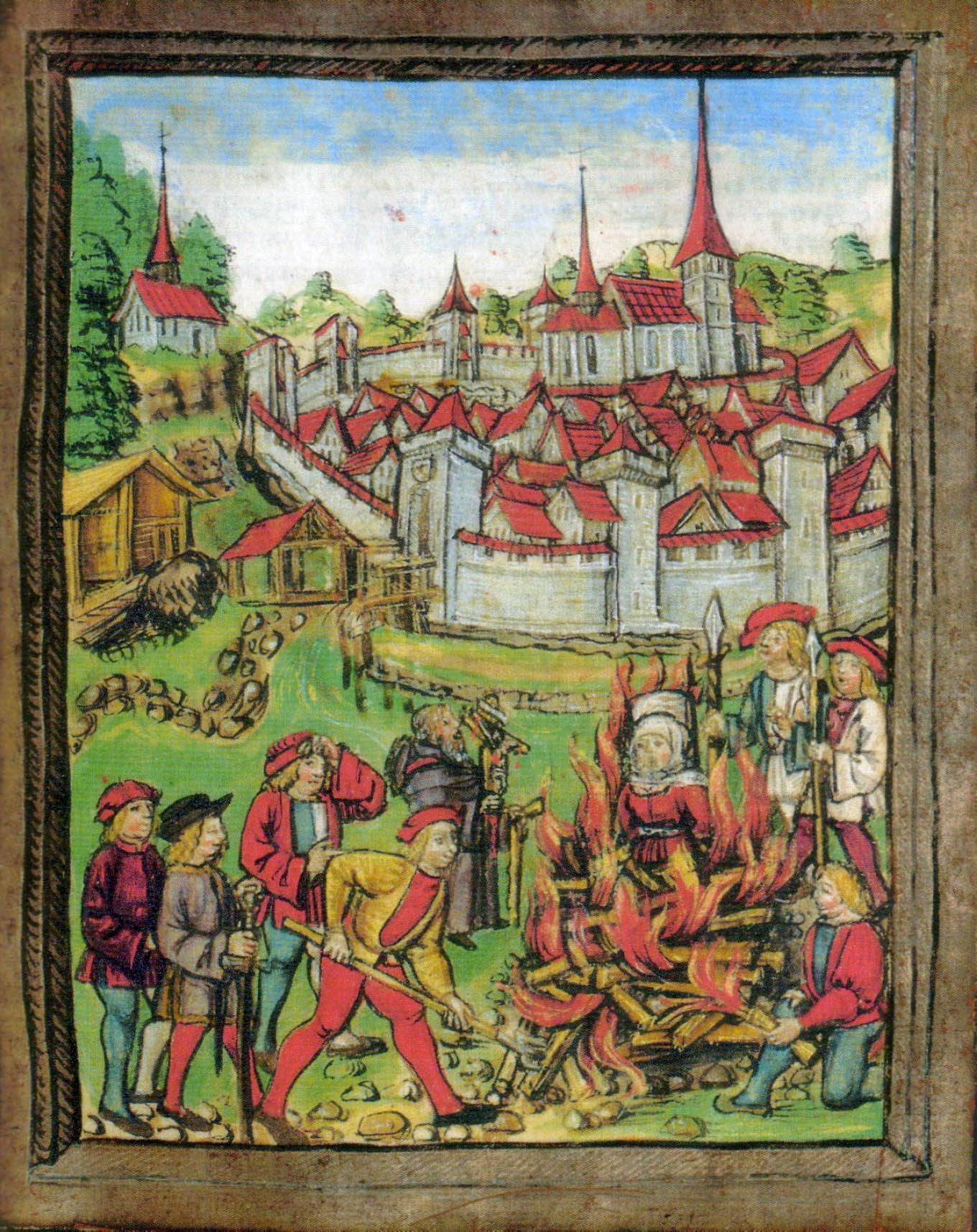
Rogo di una strega a Willisau (Svizzera), 1447.

Fu con buona probabilità nell'area dell'attuale Svizzera che, sin dagli anni 1430, mentre la Chiesa era impegnata nei lavori del Concilio di Basilea, Ferrara e Firenze (1431–1445), le tradizioni alpine pre-cristiane furono bollate di satanismo ed empietà, proprio nel momento in cui la stregoneria stessa assumeva le connotazioni sataniche che l'avrebbero caratterizzata nei secoli successivi. Così, quando nel 1465 Perrissona Gappit fu accusata da due testimoni di aver tentato di rapire un neonato, di averne causato la morte tramite magia maligna e di aver preparato cibo che aveva fatto ammalare altre persone e per questo torturata ed arsa come prima strega elvetica, le autorità venete erano use ad essere interpellate dall'inquisitore della Val Camonica per indicazioni su come procedere contro le «strie» dal 1445. Seguirono i primi processi di massa per stregoneria d'Italia, con numerose esecuzioni in Valtellina (1460, 1483 e 1485), nel Canavese (1472 e 1475-76) e a Cuneo (1477). Un decennio dopo, mentre nella città alpina tedescofona di Innsbruck l'inquisitore Heinrich Kramer (1430–1505), autore del celebre Malleus Maleficarum, presiedeva al processo contro Helena Scheuberin (1485), streghe e «strioni» erano perseguitati nelle Alpi italiane: in Val Camonica (1485) e a Peveragno (1485 e 1489). Nel decennio successivo, nuovi processi si celebrarono a Carignano (1493-94) e Rifreddo (1495), e nuovamente in Val Camonica, dove tre sacerdoti furono accusati di recarsi sul Monte Tonale, uno dei più celebri luoghi italiani del sabba, con il crisma e le ostie consacrate per officiar messe nere, nel 1499.
Due processi s'erano celebrati anche a Pavia, il primo contro tale Gaynas "Contessa de Regibus", arsa in effigie nel 1479 come «heretica, apostata et de maledecta secta striarum», e l'altro contro Antonina "la Lupa", arsa nel 1489. Subito dopo (1490), le autorità secolari milanesi avevano bruciato un'altra strega, Antonia da Pallanza, riportando estemporaneamente in Val Padana il fenomeno, ma è chiaro che, in quel periodo, la caccia alle streghe in Italia era affare prettamente alpigiano. Il XVI secolo confermò la tendenza. Si cominciò a Rossino (1500 ca, 40-45 roghi) e in Val di Fiemme (1501–1506, 18 roghi), per tornare in Val Camonica (1505–1511, più di 60 roghi). Subito dopo, l'inquisitore Bernardo Rategno, autore del De strigibus che approfondiremo nel seguito, avviò a Como un'intensa attività processuale che nel solo 1510 accese almeno 60 roghi, per un totale di oltre 300 vittime entro il 1514 per opera del successore di Rategno, Antonio da Casale. Proseguirono nel frattempo processi a Peveragno (1513, 9 roghi) ed in Val Camonica ove, nel solo 1518, si condannarono al rogo forse 80 persone (tra cui 20 uomini) in un clima di terrore e delazione (su 50000 abitanti della valle, 5000 erano sospettati di stregoneria) che fu interrotto nel 1521 per diretto intervento della massima autorità veneziana, il Consiglio dei Dieci, con buona pace dell'Inquisizione. Nel 1523, i roghi tornarono, come anticipato, in Valtellina, specificatamente a Sondrio.
Solo dopo l'exploit camuno vi sono testimonianze del diffondersi massivo della caccia alle streghe nella bassa pianura padana. La zona del Ferrarese e del Modenese risultano interessate, a partire dal 1518, da un'intensa attività inquisitoriale, gestita dall'erudito domenicano Bartolomeo Spina (circa 1476–1546) che, al netto dei consueti interrogatori anche brutali (come nel caso di Chiara Signorini nel 1519), comprese d'essere incappato in un contesto di psicosi in cui delazione, interessi personali e superstizione si mescolavano con esiti devastanti. Non a caso, la limitrofa ed immediatamente successiva caccia alle streghe nella Signoria della Mirandola (1522–1523), conclusasi con 10 roghi (sette uomini e tre donne) ebbe connotazioni politiche più che evidenti: in buona sostanza, una guerra dinastica in seno al Ducato della Mirandola nella quale molti importanti personaggi locali, fra cui sacerdoti, furono accusati di abomini vari (torna a figurare un "Gioco di Diana" che consisteva in peccati di gola e lussuria oltre al disprezzo del Crocifisso e delle ostie consacrate e che richiama molto il "Gioco" di Sibilla e Pierina) per sbarazzare il signore Giovanni Francesco II Pico della Mirandola (r. 1514–1533) dei suoi nemici. Spicci e brutali come dei processi alpestri furono invece quelli gestiti nel 1519 dall'inquisitore di Milano Gioacchino Beccaria: in città, suppliziò con la ruota e poi arse Ixabetta da Lampugnano, accusata d'infanticidio e vampirismo, mentre nel contado, a Cassano d'Adda, perseguitò una locale congrega (tre roghi e due incarceramenti) salvo doversi fermare, l'anno dopo, per intromissione della diocesi di Cremona con altri sei imputati (cinque donne ed un frate) in attesa di giudizio. I primi tre decenni del Cinquecento furono insomma un momento fondamentale nella storia della repressione stregonica italica: fondamentale fu il ruolo giocatovi dai Domenicani che promuovevano nella Penisola le idee sulle maleficae ormai cristallizzate nel resto d’Europa, in una vera e propria mobilitazione ideologica e pratica che originò una fitta produzione bibliografica e promosse cruente cacce.
Un processo del 1528 fornisce invece uno scorcio sulla diffusione che la pratica magica aveva nel resto d'Italia. Nella Valle del Tevere, un'anziana guaritrice, Bellezza Orsini, serva ed illegittima del potente casato romano, è arrestata mentre cerca di forzare il bando che l'aveva costretta (insieme ad altre ree) a lasciare, in quanto strega, il suo paese natale, Collevecchio, e processata per omicidio e «fattucchieria». Per sfuggire alle torture, redige di suo pugno una confessione, nella quale enumera e descrive le pratiche stregonesche della societas maleficarum, poi si uccide.

### Intermezzo (1531–1579)
La massiccia diffusione della Riforma protestante in Svizzera e, a partire dal 1526/1527, nei Grigioni, organizzatisi in una solida compagine statale a ridosso dei confini dello Stato di Milano giusto un paio d'anni priva (Accordi di Ilanz del 1524), concorsero a rendere le Alpi una pericolosa terra di frontiera per il Cattolicesimo ma, come detto, parimenti concorsero a spostare l'attenzione dell'Inquisizione, ormai prossima a divenire il Sant'Uffizio vero e proprio (1542), e dei governi secolari sulla ben più scottante tematica della lotta all'eresia. L'Inquisizione, ormai tornata a focalizzarsi sugli eretici com'era avvenuto nel Medioevo, venne ristrutturata in tutta Italia anche da un punto di vista logistico: in Milano, ad esempio, la tradizionale sede inquisitoriale in Sant'Eustorgio fu spostata nel 1558, per volontà del domenicano Michele Ghislieri (inquisitore supremo e futuro papa Pio V, r. 1566–1572) e della nobildonna meneghina Ippolita Beccaria, in Santa Maria delle Grazie presso la quale fu istituito un vero e proprio Palazzo dell'Inquisizione, con un ingresso monumentale, una torre carceraria, una spezieria, locali per riunioni e per l'archivio.
Sfortunatamente, nei decenni successivi, iniziò a verificarsi, sempre nelle Alpi, la tendenza da parte degli inquisitori ad accomunare protestantesimo e stregoneria: così, quando Giovanni Liber di Vigone fu arrestato per luteranesimo (1551), quattro donne di Barge a lui vicine furono condannate e giustiziate come streghe. L'organizzata risposta cattolica alle tesi riformiste, durante il pluriennale Concilio di Trento (1545–1563, con interruzioni), arrivò persino ad accomunare formalmente taluni crimini ereticali con la stregoneria, come valse per la «simulazione di santità», colpa per cui la monaca benedettina siciliana Gertrude Cordovana fu arsa sul rogo a Palermo nel 1724. Il fatto poi che le tesi protestanti trovassero feconda risposta nel clero, nel patriziato e nel popolo di alcune importanti città del Settentrione (come Bergamo, ove fu coinvolto addirittura il vescovo Vittore Soranzo, c. 1547–1558, Brescia e Verona), sicuramente contribuì ad esacerbare il problema.
Nell'arco alpino, italiano o italianofono che fosse, comunque, processi alle streghe privi di qualsiasi contaminazione anti-protestante seguitarono in quel periodo: es. il summenzionato processo alle streghe di Castello (Mendrisio) del 1545.

### Seconda fase (1580–1660)
Come anticipato, la seconda metà del Cinquecento non fu caratterizzata dall'assenza di processi per stregoneria in Italia quanto dal fatto che le celebrazioni si ridussero e, in generale, le pene comminate furono più blande: sappiamo che Rovigo fu allora interessata da diversi processi il più celebre dei quali, istituito contro Chiaretta Galese e Fedele dall'Arzere (1597) si chiuse con una sentenza di arresti domiciliari triennale per la prima ed un'ammenda per la seconda. Non mancarono comunque le eccezioni, come il rogo in Milano della strega Lucia da Lissone (1542) o i celebri processi per magia amorosa di Bologna (1559) che si chiusero con l'impiccagione di quattro donne per diretta intromissione di Papa Paolo IV (r. 1555–1559) o il predetto caso delle guaritrici Polissena e Margherita arse a Lucca nel 1571.

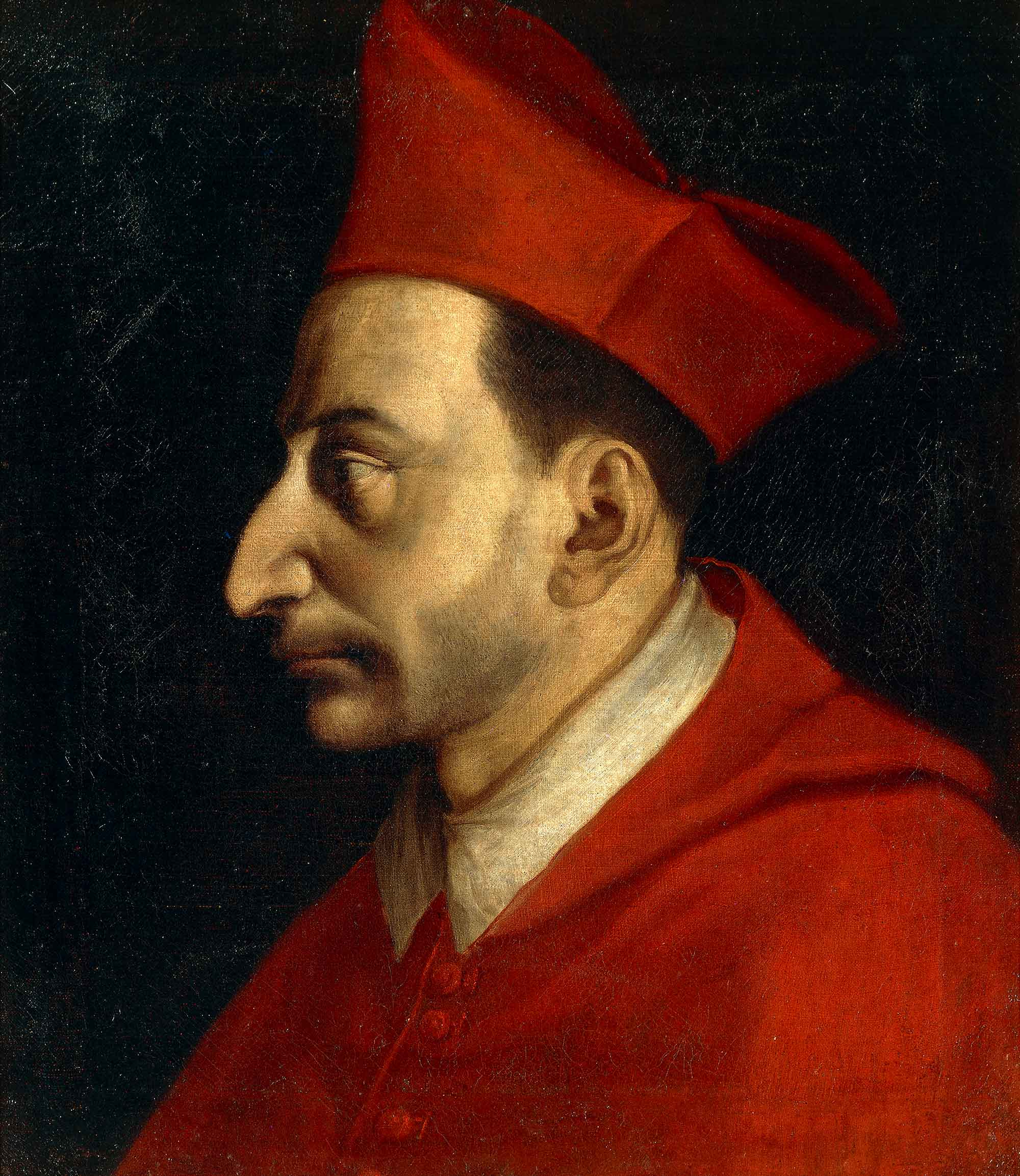
Ritratto di San Carlo Borromeo di Ambrogio Figino (Pinacoteca Ambrosiana)

La nuova stagione della caccia alle streghe italica si aprì con gli exploit del nuovo arcivescovo di Milano, il celebre Carlo Borromeo (c. 1564–1584), la cui giurisdizione religiosa includeva sia le Alpi lombarde, sia quanto quelle elvetiche; per secoli il Borromeo, erroneamente, fu ritenuto estraneo ai numerosi roghi di streghe che si verificarono durante il suo vescovado e dei quali fu invece il promotore. Anzitutto, nel corso del primo Concilio Provinciale da lui indetto (1568), approvò il decreto De magicis artibus, veneficiis divinationibusque prohibitis e s'adoperò per la cattura di Domenica Scappi, «denontiata al offitio della sanctissima Inquisitione per stria notoria» e subitamente giustiziata a Luino. Subito dopo, avviò il processo alle streghe di Lecco (1569–1570), apparentemente frutto del suo accanimento e chiuso con un nulla di fatto (e una delle sospettate morta in carcere in circostanze sospette) per congiunta volontà del Sant'Uffizio e del Senato di Milano. Qualche anno dopo, durante le sue visite pastorali tra i monti, lo zelante Borromeo riportò l'attenzione del Sant'Uffizio sulle Alpi, promuovendo il processo alle streghe di Val Mesolcina (1583) che coinvolse 150 accusati, bruciando sul rogo una dozzina di donne, in un caotico guazzabuglio d'accuse di eresia protestante e stregoneria ormai comuni nella procedura inquisitoria.
I roghi della Val Mesolcina funsero da incipit per una nuova stagione di brutalità.
 
Così, se, a Venezia, la celebre guaritrice Elena Draga era stata solo indagata (1571 e 1582) dagli Inquisitori di stato, un'altra guaritrice, Giovanna "la Semolina" fu messa al bando nel 1584, mentre due fattucchiere dedite a sortilegi ad amorem, Emilia Catena e Santa Schiavona, furono pubblicamente fustigate e costrette all'abiura delle loro pratiche diaboliche. Nel celebre processo alle streghe di Triora (1587–1589), invece, decine di donne residenti in quell'allora importante snodo commerciale tra la Repubblica di Genova, la Savoia e la Francia alle pendici delle Alpi Liguri furono imprigionate con l'accusa di aver attirato la carestia sulla città e alcune morirono per le torture subite. Fu il più grande processo della fine del XVI secolo e, come occorso altrove, non l'ultimo: nel 1618, infatti, sempre a Triora, le autorità genovesi, su richiesta del domenicano Eliseo Masini (†1627), procedettero «contro alcune reputate streghe» seppur questa volta i condannati furono preferibilmente destinati ai lavori forzati sulle galere della Superba.

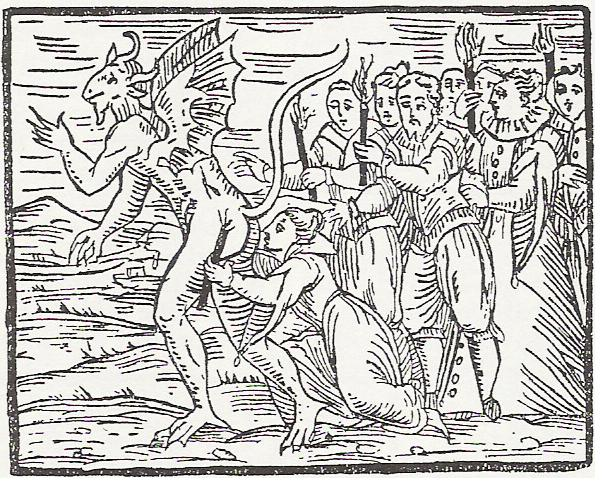
Il bacio osceno, ill. in Compendium maleficarum.

È in questo periodo che si fanno nettamente più frequenti i processi alle streghe anche nell'Italia meridionale.
 
Nel 1586, a Napoli, l'inquisitore romano Carlo Baldini (1530–1598) avvia il processo contro la settantenne Ippolita Palomba e la sua congrega di streghe solite riunirsi presso il celebre Noce di Benevento: anziana e malata, Ippolita spira in carcere due giorni dopo il primo interrogatorio. Il vescovo benedettino di Pozzuoli, Leonardo Vairo (c. 1587–1603) istruì parimenti processi per sortilegio, come quello ai danni di una vecchia di nome Laura di Alessio, accusata di stregoneria e di patto con il diavolo, relativamente ai quali il Sant'Uffizio rilevò non pochi difetti procedurali, tanto da stigmatizzare di «credulità» il prelato. Interessante invece il caso della caccia alle streghe di Bitonto (1593–1594), in Puglia, provocata da due ambiziosi e spregiudicati prelati, Ottavio Bove e Flaminio Parisi, vescovo di Bitonto, che manipolarono una fanciulla del luogo, Laura Stella de Paladini, convincendola a confessarsi una delle janare, le streghe del folclore beneventano-irpino, che celebravano il sabba presso il predetto Noce di Benevento per poter orchestrare denunce ed estorsioni ai danni dei loro nemici. Il complotto fu smascherato dal cardinale Giulio Antonio Santori (1532–1602), penitenziere apostolico (c. 1592–1602), che rivoltò il Sant'Uffizio contro Bove e Parisi, facendoli imprigionare, e scagionando tanto la presunta strega quanto gli altri imputati per stregoneria. Buon esempio dell'opera di moderazione e controllo che il Sant'Uffizio esercitava su troppo zelanti e sanguinari inquisitori provinciali, il Santori si era anche lamentato degli eccessi raggiunti nei sopracitati processi di Triora ed aveva chiuso le indagini di Baldini a Napoli prima che la delazione vi diventasse imperante.
Abusi come quelli di Bove e Parisi non furono gli unici, né mancarono casi ancor più particolari. Nel 1624, per esempio, i Teatini avviarono un'indagine interna su di un loro esorcista attivo a Modena, Geminiano Mazzoni (1569–1630), che da 17 anni esorcizzava o "preveniva" la possessione demoniaca delle sue penitenti soffiando, toccando e manipolando i loro genitali, mentre si legava il membro per evitare tentazioni. L'inchiesta coinvolse anche un altro sacerdote modenese, Girolamo Bricci, e venne discussa dal Sant'Uffizio direttamente con papa Urbano VIII (r. 1623–1644), chiudendosi con l'abiura di Mazzoni delle sue pratiche ed il suo allontanamento da Modena, non senza che le sue penitenti si presentassero dall'inquisitore modenese Giovanni Vincenzo Reghezza chiedendo la liberazione del loro «santo» confessore.
Al netto della "svolta moderata" che il Sant'Uffizio andava perseguendo dalla fine del XVI secolo nei confronti di fattucchiere, astrologi e maghi vari, nelle Alpi i tribunali locali seguitavano ad accendere roghi. Nel 1611 otto donne e due uomini furono bruciati vivi davanti al famigerato "Palazzo Nero" di Coredo, in Val di Non, mentre altri diciannove furono condannati a pene detentive. A Bormio, nel 1632, con la Valtellina allora occupata dalle truppe spagnole, i roghi furono 34.

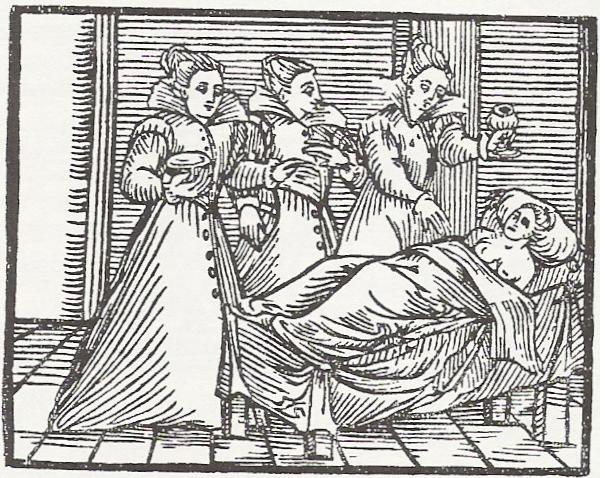
Avvelenamento o "Ungimento", ill. in Compendium maleficarum.

A Milano, nel frattempo, l'arcivescovo Federico Borromeo (c. 1595–1631), si faceva tedoforo della tradizione inquisitoriale avviata dal cugino Carlo Borromeo. Si cominciò nel 1599 con il rogo di Marta de Lomazzi e, cosa ancor più importante, con la raccolta di fondi per la creazione di una prigione meneghina per streghe e stregoni. Nel 1603 si bruciarono in Piazza Vetra le streghe Isabella Arienti e Gabbana la Montina. Nel 1617 si celebrò invece il processo per stregoneria contro Caterina Medici da Broni, «abbruggiata» per aver servito al suo padrone, il senatore Luigi Melzi (1554–1629), dei decotti. Nel 1620 toccò a Maria de' Restelli ed Angela Dell'Acqua. Il devastante impatto socio-culturale, in Milano, della Peste del 1630, esacerbò, da questo punto di vista, il rigore della locale caccia alle streghe che prese ad includere anche gli "untori", cioè quelle persone che, nelle parole stesse del Borromeo, secondo «il volgo [...] mescolassero agli unguenti anche accordi pattuiti col demonio e che gli stessi unguenti risultassero composti di veleni, oltre al veleno vero e proprio della peste». La caccia agli untori, ormai assimilati dai meneghini con streghe e stregoni, fu supportata sia fattivamente sia intellettualmente dall'inquisitore Francesco Maria Guaccio (ca 1570–1640), il cui Compendium maleficarum alimentò la psicosi del contagio e fu «strumento non secondario» nell'offensiva processuale contro i presunti untori. La contestuale caccia alle streghe di Bormio citata sopra principiò appunto dall'origine ad maleficium indicata da un astrologo dell'Engadina per la malattia contratta dalla moglie del bormiese Domenico Gaglia. Tra untori, streghe e stregoni, processi e roghi in terra meneghina proseguirono sino al 12 novembre 1641, quando Anna Maria Pamolea, padrona, e Margarita Martignona, sua serva, furono le ultime streghe arse alla Vetra dopo quattro anni di carcere in Santa Maria delle Grazie sotto l'arcivescovado di Cesare Monti (c. 1631–1650), successore e congiunto dei Borromeo.
Se a Milano non s'accesero più roghi a partire dagli Anni 1640 e parimenti a Venezia la persecuzione delle streghe perse vigore nella seconda metà del secolo (nel 1675, nella Terraferma veneta, tale Giacoma Tramontin, denunciata come strega da un'altra donna non fu nemmeno convocata dagli inquisitori), lo stesso non valse per l'area alpina, teatro di continui processi, interrogatori ed esecuzioni. Nei suoi otto anni di servizio (1645–1653) come inquisitore per le diocesi di Aquileia e Concordia, il francescano romano Giulio Missini (1608–1654) processò 414 persone, nella maggior parte dei casi per magia e stregoneria, accanendosi, tra gli altri, contro i benandanti che proprio in questo periodo persero il loro connotato benefico divenendo streghe e stregoni perseguibili dall'Inquisizione. Nuovi processi si celebrarono in Val di Fassa nel 1627–1631 e 1643–1644, a Nogaredo nel 1640–1647 e, negli Anni 1670, nella Valtellina tornata sotto il controllo dei Grigioni. Nel medesimo periodo, principiavano, sempre nei Grigioni, i decennali processi di Poschiavo che, tra delazioni ed isterie di massa, perseguitarono intere famiglie, come i Botton, i Della Zala e i Ross, solo per citarne alcune, molti dei cui membri perirono (prima decapitati e poi arsi) mentre altri si salvarono dileguandosi. Anche a Malta, gli Anni 1640 segnarono un'impennata di casi di stregoneria processati dalla locale inquisizione: nel suo mandato poco più che biennale, Antonio Pignatelli (c. 1646–1649, futuro Papa Innocenzo XII, r. 1691–1700) dovette gestire 211 casi di stregoneria.

### Estinguersi del fenomeno (XVIII-XIX secolo)
Come anticipato, i tribunali secolari continuarono a condurre processi alle streghe fino ai primi decenni del XVIII secolo, anche se l'intensità diminuì progressivamente. Permase, a livello di procedura e di pene comminate, un significativo iato tra l'Italia settentrionale/alpina, più violenta, e quella centro-meridionale, più moderata.
Poche settimane dopo il principio del nuovo secolo, il 14 febbraio 1700, l'Inquisizione modenese processava tale Lucrezia, denunciata come fabbricante di filtri amorosi da un cliente insoddisfatto. Parimenti nel 1700 s'era chiuso a Poschiavo, con la consueta decapitazione seguita dal rogo del cadavere, il processo contro lo stregone Giovanni Della Zala ma l'isteria non si placò: nel 1705, fu Maria Comin ad essere processata, torturata e decapitata come strega. Nell'estate del 1701, nel paesino maremmano di Tirli, un'anziana donna di nome Pellagra e sua figlia furono bastonate dai compaesani perché streghe ree presunte di malefici vari contro persone ed animali. Di atroce risonanza, nuovamente nei Grigioni, furono i processi alle streghe di Savognino (1711–1712) nei quali un tribunale secolare condannò due bambine di dieci e undici anni, Maria Barbara Iem e Caterina Ceriona, insieme ad altre due ragazzine quattordicenni, ed i cui genitori nemmeno si opposero alla pena capitale. Nel 1716, nuovamente a Modena, un'altra donna, Margherita Robetti, fu processata per magia amorosa e costretta all'abiura, mentre, a Brentonico, Maria Bertoletti fu decapitata e poi arsa per stregoneria. L'anno dopo (1717), nella già citata Nogaredo, ove nel frattempo s'erano susseguiti fame, presunte possessioni demoniache ed esorcismi, Domenica Pedrotti "la Zambanella" ebbe il triste primato di ultima strega arsa sul rogo in terra trentina.
Gli ultimi roghi di streghe in Italia furono accesi nel 1723 in Piemonte e nel 1724 a Venezia. Si trattò, in realtà, non di streghe ma di stregoni, processati per il medesimo reato: furto sacrilego di ostie consacrate da riutilizzare per compiere sortilegi. A Casale Monferrato, il 23 agosto 1723, furono per tale colpa arsi Pietro Bello ed il complice Pietro Maria Pietrasanta, mentre l'anno dopo, il 4 settembre 1724, il veronese Antonio Fontana fu decapitato tra le due colonne della piazzetta San Marco ed il suo cadavere arso sul rogo.

I processi per stregoneria seguitarono però ben oltre queste date, tanto quanto le testimonianze relative alla presenza di streghe e fattucchiere nella Penisola: basti a tal proposito considerare che, nelle sue celebri Memorie, financo Giacomo Casanova (1725–1798) ricorda quando, da fanciullo, la nonna lo portò da una strega a Murano per farlo guarire da un malanno. Seguitarono anche le esecuzioni, seppur non comminate tramite la messa al rogo: nel 1744, toccò ad un altro ladro d'ostie, Giovanni Menghi, l'ultimo condannato a morte dell'Inquisizione bolognese.
Il diffondersi in Italia, anzitutto a Napoli ed a Milano, con centri minori in Toscana, Veneto e Piemonte, dell'Illuminismo favorì, come nel resto d'Europa, quell'evoluzione culturale e giuridica che anzitutto minò le basi socio-culturali della caccia alle streghe e poi ne cancellò le basi giurisprudenziali, quanto meno tra le classi agiate/dominanti della Penisola.

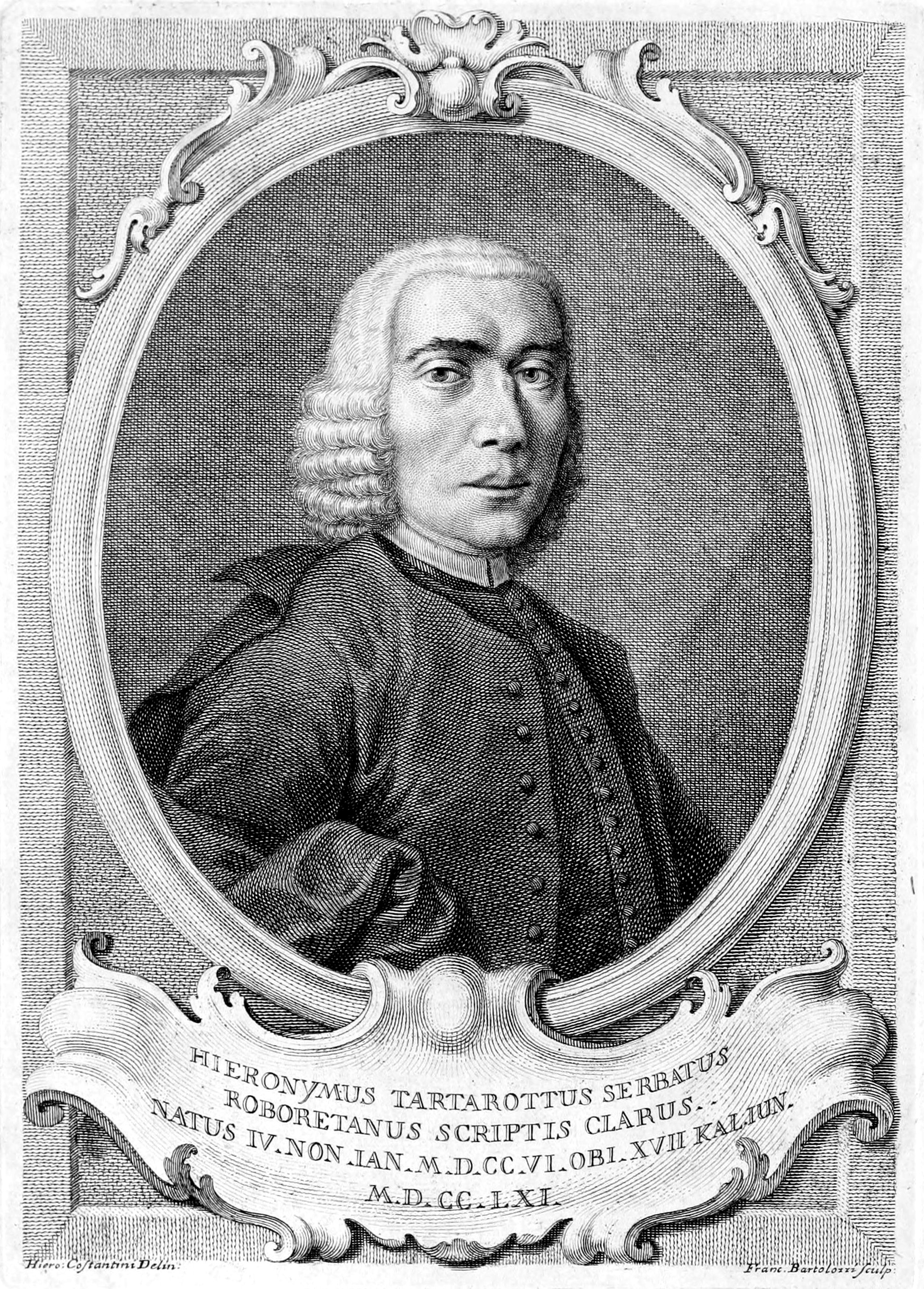
Girolamo Tartarotti (1706–1761), ill. in

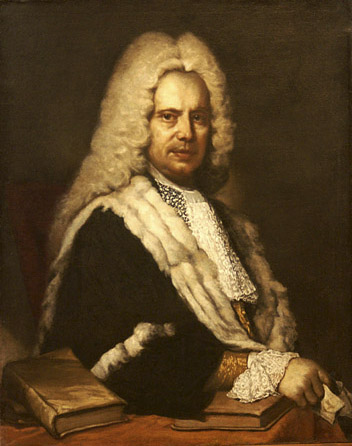
Ritratto di Scipione Maffei di Fra Galgario, (museo canonicale di Verona)

Alla prima generazione d'illuministi italiani apparteneva il roveretano Girolamo Tartarotti (1706–1761) che, nel 1749, nel suo Congresso notturno delle Lammie, al cap. XVI (Degli effetti della fantasia e che le streghe non meritano la pena di morte) del Libro II, citando il fresco caso della Zambanella, definì il fenomeno della caccia alle streghe come «una credenza fantastica, opera di cervelli pazzi e teste strambe». Tartarotti non negò però l'esistenza della magia bianca, che considerava, a differenza della magia nera, fenomeno reale, erudito, materia di disquisizione filosofica, laddove invece Scipione Maffei (1675–1755), già mentore di Tartarotti, pubblicò nel medesimo 1749 Arte magica dileguata, nel 1750 Arte magica distrutta e nel 1754 Arte magica annichilita dalle posizioni nettamente più illuministiche e radicali: l'uso della ragione non poteva che portare al disprezzo di qualsiasi forma di superstizione.
Negli anni in cui si combatteva la contesa erudita tra Tartarotti e Maffei, la cui eco intellettuale si sparse proficuamente in Europa divenendo strumento per tutti gli Illuministi impegnati nella critica alla stregoneria anzitutto per la definizione di una nuova giurisprudenza capace di valutare e pesare le superstizioni magiche, i processi alle streghe, ormai quasi unicamente donne del proletariato, seguitavano, sia al di là sia al di qua delle Alpi. Nel 1753, in una Poschiavo mai sazia di roghi, la sessantenne Maria Ada è arsa come strega e denuncia Caterina Zala che, pur prostrata dalle torture, non ammette la sua colpevolezza e scampa ad ulteriori tormenti per intervento di un medico, venendo poi bandita in perpetuo dal villaggio e dai Grigioni. Queste premesse aiutano a meglio comprendere l'orrore per i roghi di streghe che ben traspare, nel 1764, nel celebre Dei delitti e delle pene di Cesare Beccaria (1738–1794), parco di riferimenti a magia e stregoneria ma non per questo da ritenersi digiuno in materia. Fu questo il contesto cui si riferirono storici quali Hugh Trevor-Roper (1914–2003) quando postularono che la stregoneria scomparve dall'Europa quando la locale giurisprudenza dismise la tortura.
Indicatore che i tempi andavano mutando fu un caso veneziano di quel medesimo 1753: in San Marco si decapitava per furto sacrilego di ostie un altro sciagurato, Antonio Sciutta, il cui caso era però stato gestito unicamente dal potere civile del Consiglio dei Dieci e non più dall'Inquisizione, così il cadavere del reo non fu arso, ma smembrato ed ostentato come monito in città.
Cecilia Faragò di Catanzaro fu l'ultima donna processata per fattucchieria in Italia, nel 1770. La sua arringa difensiva (1771), a cura di un allora giovanissimo Giuseppe Raffaelli (1750–1826), divenne celebre a tal punto che si decise di abolire il reato di stregoneria nel Regno di Napoli. Fu così che, nel 1789, a Palermo, l'avvelenatrice seriale Giovanna Bonanno (1713–1789) fu processata e condannata a morte come omicida laddove un secolo e mezzo prima, per reati similari, Giulia Tofana, parimenti impiccata (1651) non era scampata ad accuse di fattucchieria. Accuse di magia e bestemmia figurarono, tra le altre, nelle carte del processo contro il discusso avventuriero palermitano Cagliostro (1743–1795) celebrato al principio del 1791 a Roma dal Sant'Uffizio ma anche in questo caso la pena comminata non fu il rogo ma la detenzione, avendo il reo scampato la condanna a morte per sedizione.
A valle di quest'evoluzione filosofica e giurisprudenziale, il sostrato popolar-proletario, in Italia come nel resto d'Europa, restò ancora a lungo legato alla forma mentis della caccia alle streghe nei confronti di tutti quei fenomeni che potevano essere ricondotti alla superstizione, soprattutto in quei luoghi ove streghe e stregoni erano stati più a lungo perseguitati. Così, nel 1828, a Cervarolo, in Valsesia, fu ritrovato il cadavere di Margherita Guglielmina vedova Degaudenzi (1764–1828), anziana contadina del luogo in fama di stria ch'era stata percossa a morte da due uomini convinti che a lei fossero imputabili le morti misteriose di due loro congiunti occorse poco dopo che gli stessi erano entrati in screzi con la vedova.

## Particolarismi regionali: le "Inquisizioni" d'Italia
Come anticipato, la competenza territoriale del Sant'Uffizio romano fu sostanzialmente limitata agli stati dell'Italia centro-settentrionale poiché altre Inquisizioni, supportate da poteri centrali diversi da Roma e contro la cui ingerenza il Papa poco o nulla poteva, operarono sul territorio peninsulare nel periodo 1450–1750: le più importanti furono sostanzialmente l'Inquisizione spagnola, potentissima in alcuni dei domini spagnoli in Italia ma assente in altri, e l'Inquisizione veneziana nelle terre della Serenissima.

### L'Inquisizione spagnola in Italia: Sicilia e Sardegna

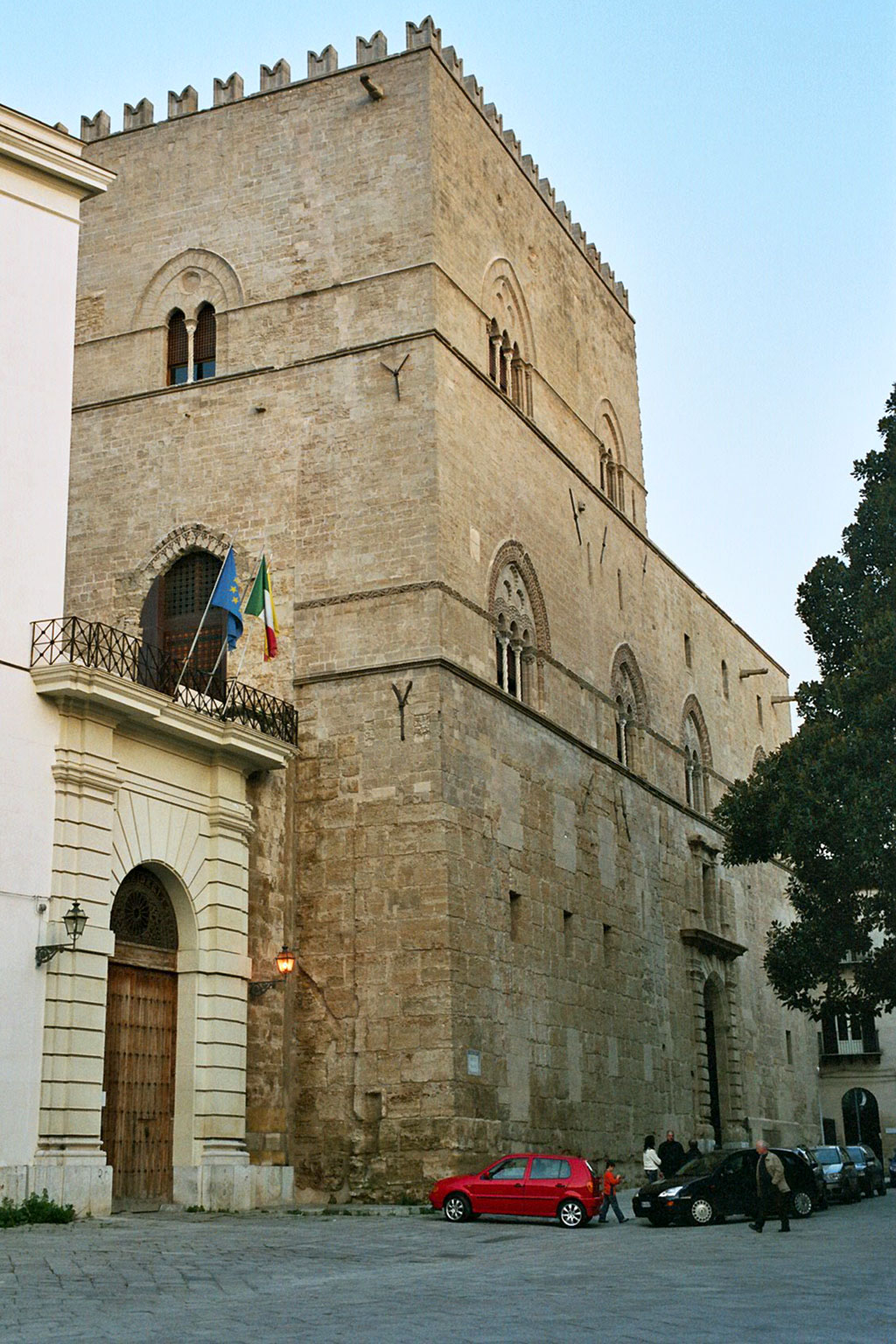
Palazzo Chiaramonte-Steri, sede palermitana dell'Inquisizione Siciliana, attualmente sede del rettorato dell'Università degli Studi di Palermo.

Al principio del XIV secolo, salì sul trono del Regno di Sicilia una dinastia appartenente alla Corona d'Aragona che successivamente, s'appropriò della Sardegna (1326), governando quest’ultima come un feudo. Nel 1516 le due corone passarono sotto il diretto controllo della Corona di Spagna (degli Asburgo di Spagna prima, 1516–1700, e dei Borbone di Spagna, 1700–..., poi) per tramite di un Viceré di Sicilia ed un Viceré di Sardegna. Pertanto, le isole furono sottoposte all'autorità teologico-giuridica dell'Inquisizione spagnola e non del Sant'Uffizio romano anche se tale situazione era maturata già al volgere del XV secolo in seguito ad una contesa con il Papato vinta dal Re d'Aragona Ferdinando II (r. 1479–1516) che volle in Sicilia e Sardegna il suo Santo Oficio per servirsene come strumento di controllo politico-sociale prima ancora che religioso. Nel Regno di Napoli, per contro, parimenti occupato dagli Spagnoli, gl'inquisitori iberici non riuscirono mai ad operare per feroce opposizione popolare, nonostante Ferdinando II prima e suo nipote Carlo V d'Asburgo (r. 1516–1556) poi avessero spinto in tal senso. Lo stesso accadde anche a Milano, dove il progetto, promosso da Filippo II d'Asburgo (r. 1556–1598), figlio di Carlo V, fu bloccato da Carlo Borromeo.
Sicilia
Per parte loro, anche i Siciliani si erano sollevati contro l'accanimento riservato degli inquisitori spagnoli ai conversos, per esempio nel 1503 e nel 1510, ma ciò non era bastato a sloggiare dall'isola il Santo Oficio.
Nel periodo 1551–1750, su un totale di circa 4500 processi, 921 individui (427 uomini e 494 donne), in Sicilia, furono sottoposti a processo per magia e stregoneria, tra le altre cose riconducibili alla tradizione delle donas de fuera, ma non ci fu alcuna condanna capitale per streghe e stregoni. Diffusi furono invece i roghi, spesso gestiti con la modalità pubblica tipicamente iberica del Autodafé, di eretici, conversi e criptogiudei, essendo compito precipuo degli inquisitori ispanici rinforzare la limpieza de sangre del popolo soggetto al Re di Spagna. Si consideri a titolo di esempio che, nel solo 1512, 18 siciliani furono arsi perché «giudaizzanti» (v.si Persone giustiziate per eresia).

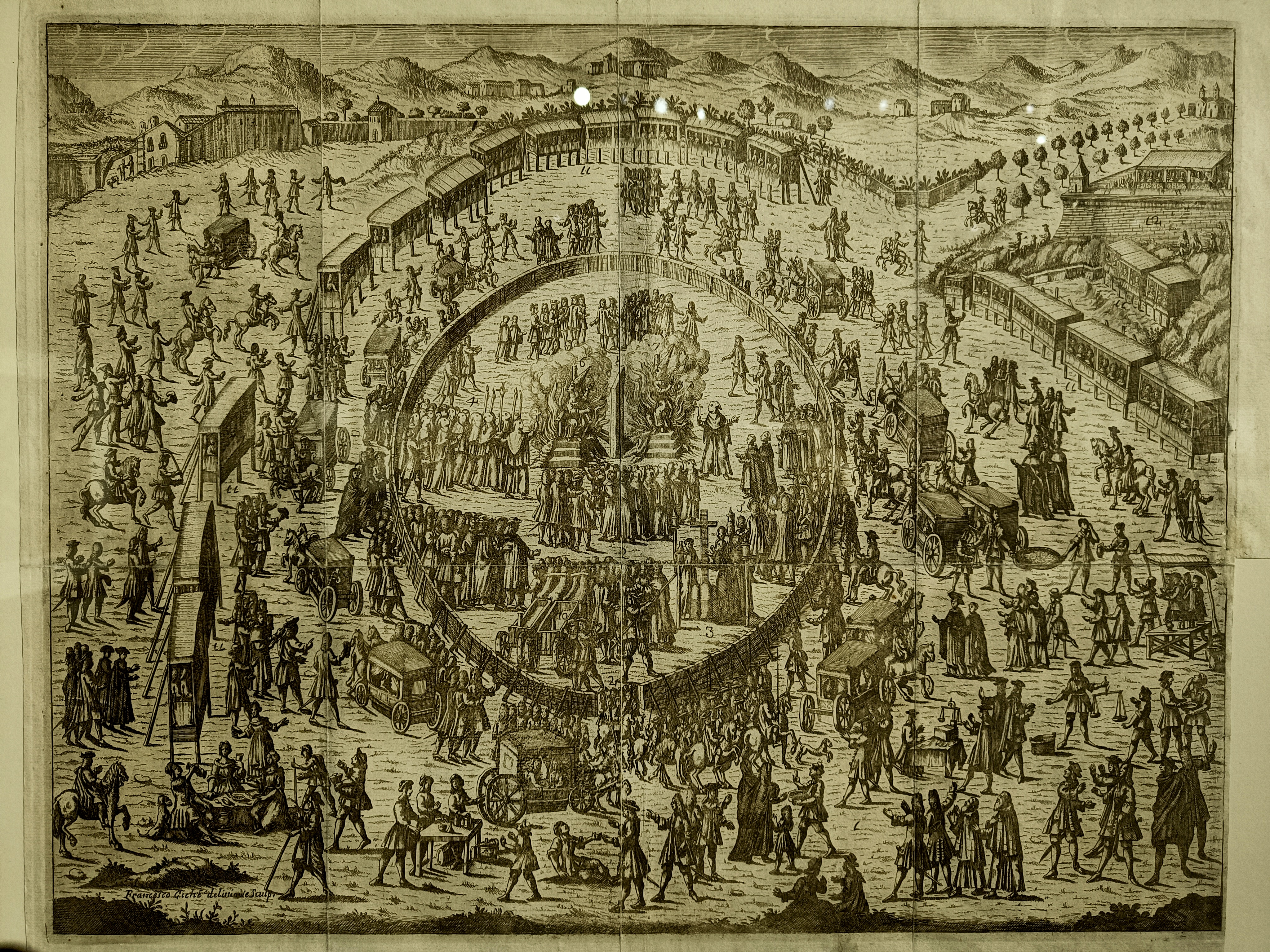
Autodafé, la più tipica manifestazione del potere dell'Inquisizione spagnola.
Nello specifico, ill. coeva di Francesco Cichè del rogo in Palermo della finta santa Gertrude Cordovana nel 1724.

Per comprendere a pieno la portata del potere dell'Inquisizione spagnola in Sicilia è opportuno ricordare che spesso le alte cariche prelatizie dell'isola finivano per essere assegnate proprio agli inquisitori iberici. Il vescovo di Palermo Diego Haëdo (c. 1589–1608), di origini basche, a titolo di esempio, arrivò in Sicilia come inquisitore e spesso, nel suo mandato, si scontrò financo con il Viceré Marcantonio II Colonna (r. 1577–1584), l'eroe della battaglia di Lepanto (1571), il cui mandato fu, non a caso, poi revocato da Filippo II. L'inquisitore Diego Garcia de Trasmiera (1604–1661), cui si dovette il corposo onere intellettuale di far rientrare le donas de fuera, tradizionalmente ritenute figure benigne/benaugurali, nel novero delle creature malefiche, similarmente a com'era accaduto nelle Alpi per i Benandanti, fu figura di primo piano nella gestione della Rivolta di Palermo (1647), al termine della quale fu organizzato un autodafé presso Santa Cita delle Domenicane, cosa che gli fruttò poi in Spagna una lucrosa carriera ecclesiastica.
Come anticipato, buona parte dell'archivio del Santo Oficio fu dato alle fiamme. Nello specifico, l'archivio della sede centrale palermitana fu distrutto per ordine dell'allora viceré, di nomina napoletana, Domenico Caracciolo (c. 1781–1786) circa un anno dopo la chiusura del Tribunale.
Sardegna
La prima sede sarda dell'Inquisizione fu la Chiesa di San Domenico a Cagliari, nel sobborgo di Villanova, ai piedi del versante est del colle che ospita il quartiere di Castello. A partire dal 1563, con lo spostamento del Tribunale a Sassari, la nuova sede divenne il castello della città.
Come in Sicilia, anche in Sardegna gli inquisitori spagnoli si concentrarono anzitutto (1486–1516) sulla persecuzione di ebrei e conversos, preoccupandosi della stregoneria solo nella parentesi 1522–1555 per poi focalizzarsi sulla lotta ai protestanti (1562–1623). Dal 1624, l'attività sarda del Santo Oficio calò drasticamente. Su un totale di circa 1742 processi nel periodo d'interesse (1486–1717), 203 donne e 90 uomini furono accusati per stregoneria, di cui condannati 78 donne e 18 uomini seppur a sanzioni relativamente miti: confisca dei beni, qualche anno di carcere o esilio. Ciò premesso, è però certo che su 32 persone messe al rogo in Sardegna dall'Inquisizione, 21 erano donne accusate di stregoneria.
Tra le più importanti e dettagliate vicende processuali dell'inquisizione spagnola in Sardegna figura la storia della coga Julia Carta, processata e condannata per ben due volte (la prima nel 1596 e la seconda nel 1604) per stregoneria ma apparentemente non arsa sul rogo.
In Sardegna le carte locali dell'Inquisizione andarono distrutte nel corso del XVIII secolo.

### L'inquisizione veneziana

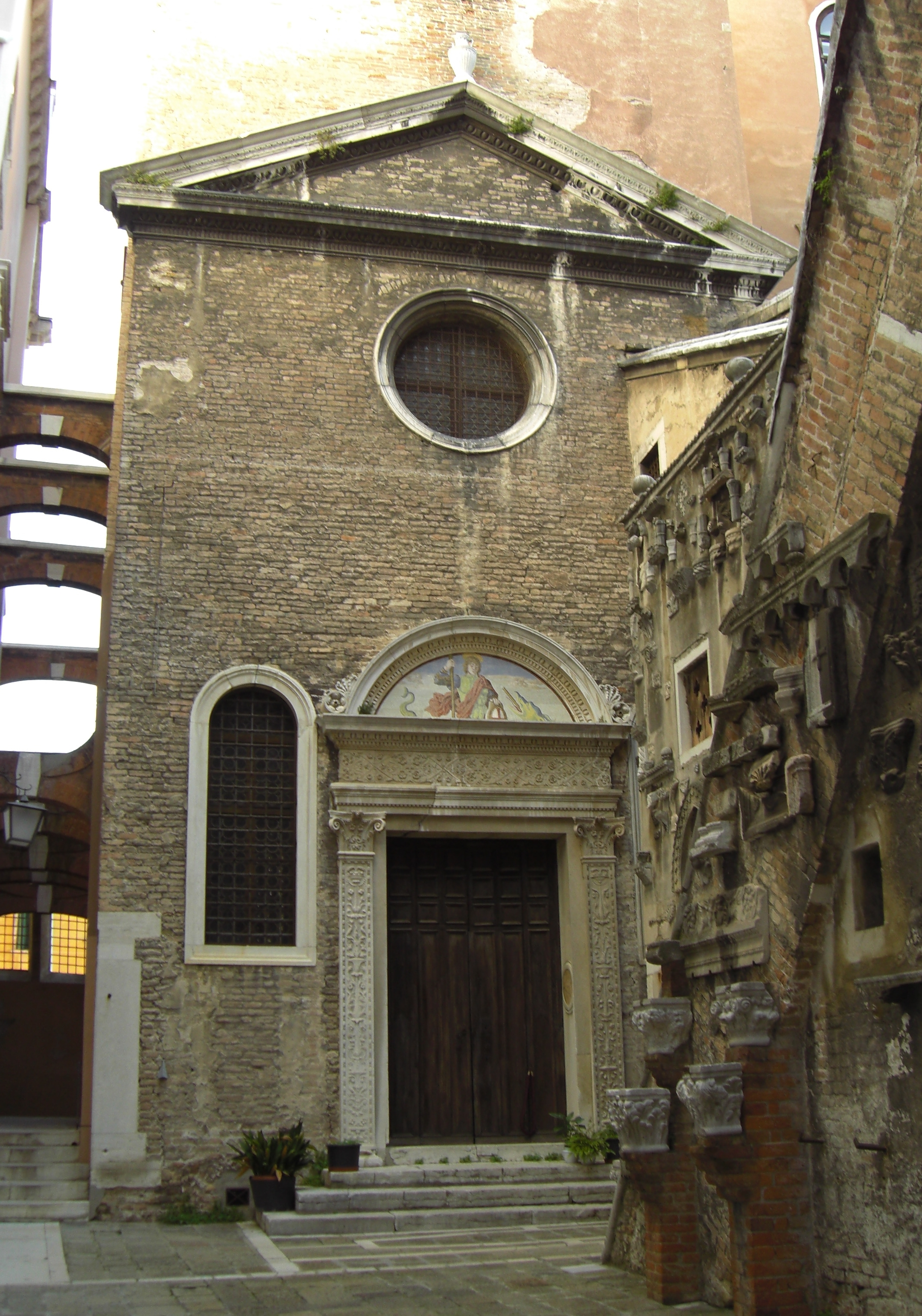
La chiesa di San Teodoro, sede dell'Inquisizione veneziana.

Un'inquisizione locale/statale esisteva in Venezia sin dal 1249, come evidente nella promissione ducale del doge Marino Morosini (r. 1249–1253) in cui si parla di magistrati specifici, super inquirendis hereticis, a supporto del doge per parte laica e del ricorso ai prelati marciani (come il patriarca di Grado e il vescovo di Olivolo) per parte religiosa. Su pressione di papa Niccolò IV (r. 1288–1292), nel 1289 il Maggior Consiglio permise all'Inquisizione pontificia, a guida francescana, di operare in Laguna seppur con stringenti limiti operativi e l'imprescindibile subordinazione al doge ed a Venezia. L'attività inquisitoriale nella Serenissima fu blanda, sporadica dopo il 1423 salvo poi intensificarsi a partire dagli anni 1530 in risposta alla minaccia di disordine sociale prodotta dal Protestantesimo. Dato molto importante, quella di Venezia è una delle poche sedi inquisitoriali il cui archivio è pervenuto intatto.
Venezia, gelosa della sua autonomia politica ritenuta espressa volontà divina, non vide di buon occhio la riformata Inquisizione romana e la richiesta pontificia d'installarne una sede in Laguna, sia per ragioni economiche sia di gestione del potere giudiziario. A seguito di una trattativa protrattasi per tutto il 1544–1547, si arrivò al compromesso creando un'Inquisizione "mista": tre chierici (l'inquisitore di nomina papale, il nunzio apostolico e il patriarca di Grado) e tre laici, i c.d. "Tre Inquisitori di stato" o "Savi sopra l'eresia" scelti tra i magistrati veneziani. Gl'interessi marciani e quelli papali molto spesso non collimarono, il che produsse uno stato di tensione permanente tra la Serenissima e il Soglio in materia di persecuzione d'eretici e streghe: es. nel 1560, l'intransigente inquisitore Felice Peretti (poi papa Sisto V, r. 1585–1590) fu cacciato da Venezia e da allora la guida dell'Inquisizione lagunare passò dai frati minori conventuali ai domenicani.
Il tribunale dell'Inquisizione di Venezia, ubicato presso la chiesa di San Teodoro attigua al Palazzo Ducale, aveva un ruolo preminente sulle sedi marciane secondarie, sia in Terraferma (Padova, Treviso, Verona, ecc.) sia nello Stato da Mar (Istria, Dalmazia, Albania Veneta, ecc.), e molto spesso i processi furono pertanto trasferiti dalle stesse alla sede principale in Laguna. Il nunzio apostolico rappresentante del papa e i Savi sopra l'eresia rappresentanti di San Marco avevano pertanto competenza su tutto il territorio della Serenissima e non solo sulla capitale lagunare.
I casi di stregoneria cubarono, nel XVI secolo, un ottavo del totale dei processi dell'Inquisizione marciana, salendo al 50% del totale nel XVII secolo. Va inoltre considerato che entro la giurisdizione territoriale veneta rientrarono alcuni dei summenzionati processi alle streghe nelle Alpi: su tutte, la caccia alle streghe della Val Camonica chiusa nel 1521 per intervento diretto dell'Autorità marciana in aperto conflitto con i desideri ed i dettami del Sant'Uffizio romano. Molto frequenti in Venezia furono i processi intentati contro le praticanti della c.d. "magia amorosa", non solo fattucchiere ma anche prostitute o ricche cortigiane, cosa abbastanza comune per una città che era al tempo uno dei più celebri e celebrati mercati del sesso d'Europa, dotata di un vero e proprio quartiere a luci rosse presso le Carampane: i predetti casi di Santa Schiavona ed Emilia Catena, quest'ultima accusata di aver condito di negromanzia la preparazione dei suoi filtri e delle sue fatture; l'eclatante processo per stregoneria contro la ricca cortigiana Isabella Bellocchio nel 1589 o la cortigiana Maddalena Bradamonte "la Nasina"; ecc.
Come anticipato, a Venezia, nel 1724, si celebrò l'ultimo processo per stregoneria d'Italia chiuso da una condanna al rogo. L'Inquisizione veneziana, ormai quasi inattiva negli ultimi decenni del Settecento, cessò di fatto di esistere con la caduta della Repubblica nel 1797, seppur la chiusura ufficiale delle varie sedi inquisitoriali fu ratificata da decreti napoleonici tra 1805 e 1810.

### Altre inquisizioni "particolari"
Oltre ai sopracitati casi di Sicilia, Sardegna e Venezia, anche altre realtà territoriali dell'Italia pre-unitaria svilupparono proprie istituzioni alternative o comunque parallele all'Inquisizione ufficiale.
Capodistria, parte dello Stato da Mar marciano e quindi sottoposto alla giurisdizione dell'Inquisizione veneta, ospitò in realtà sin dal 1548 un commissario straordinario dell'Inquisizione. Questa commistione in terra istriana tra il Sant'Uffizio romano e gli Inquisitori di Stato marciani si rese necessaria causa la predicazione in Capodistria del vescovo riformatore Pier Paolo Vergerio (1498–1565) contro cui operò il prelato Annibale Grisonio (1490–1559). La più celebre strega processata in terra istriana fu Mare Radolovič, «donna di pessima condicione, vagabonda, et strega», processata, impiccata ed arsa per stregoneria a Sanvincenti (oggi Croazia) nel 1632.

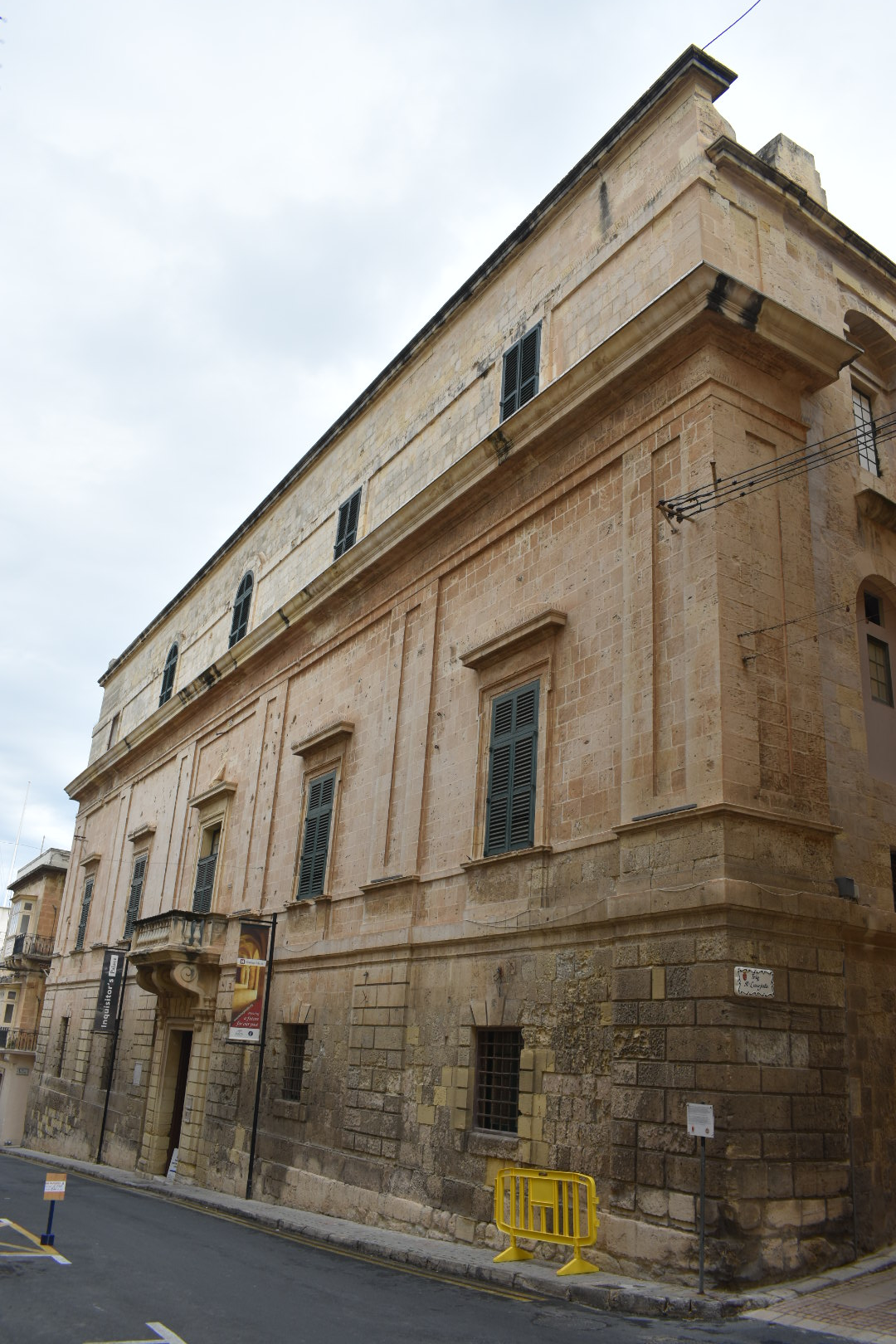
Palazzo del Sant'Uffizio a Vittoriosa.

L'Inquisizione romana di Malta, anche nota come Sant'Uffizio di Malta, fu un istituto religioso stabilito dal Dicastero a Medina nel 1561, per contrastare il diffondersi nell'isola del Protestantesimo. Caso praticamente unico, l'Inquisitore maltese era un rappresentante plenipotenziario del Pontefice, svolgente in Malta anche le funzioni di nunzio apostolico. Gli inquisitori maltesi ebbero la particolarità di non essere membri d'ordini religiosi bensì perlopiù prelati che muovevano nell'isola i primi passi della carriera ecclesiastica.

La persecuzione della stregoneria a Malta non fu una preoccupazione del locale Sant'Uffizio sino al mandato dell'inquisitore Pietro Dusina (c. 1574–1575), cui si dovette l'erigenda del locale Palazzo del Sant'Uffizio (mt. Il-Palazz tal-Inkwiżitur) nella cittadina di Vittoriosa, ed i processi, comunque, divennero numericamente significativi solo post-1595, cioè dopo l'epidemia di peste del biennio 1592–1593, mantenendosi poi stabili sino a tutto il XVIII secolo. Le pene comminate furono comunque solitamente lievi sino agli Anni 1630. A partire dal mandato dell'inquisitore Fabio Chigi (c. 1634–1639, futuro Papa Alessandro VII), i processi a streghe e stregoni presero ad essere gestiti con un approccio più burocratico e puntuale. Negli Anni 1640, le pratiche di magia nell'isola erano però talmente diffuse che, per gestirle, il locale tribunale dovette anzitutto intensificare la sua politica di controllo sociale e mediatico, con modalità concettualmente similari ma non similmente cruente, a quelle dell'Inquisizione spagnola.
Nel Regno di Napoli, controllato dalla Spagna ma capace di opporsi ferocemente al radicarvisi dell'Inquisizione spagnola, il potere inquisitoriale restò materia dei vescovi e dei tribunali diocesani. Roma seppe però estendere nella città di Napoli, uno dei massimi centri della Monarchia Universale spagnola nonché unico agglomerato urbano mediterraneo a poter rivaleggiare con Costantinopoli per dimensioni, la sua longa manus inviando commissari delegati del Sant'Uffizio (anzitutto Scipione Rebiba, figura eminente nella riorganizzazione dell'Inquisizione romana, nel 1553–1555) ed istituendo poi la figura del ministro del Sant'Uffizio nel Regno di Napoli (il primo fu appunto di sopracitato Carlo Baldini, c. 1585–1598), seppur trattavasi di un semplice rappresentante con prerogative limitate. L'Inquisizione napoletana, come quella veneziana una delle poche il cui archivio ci è pervenuto intatto, fu al centro d'importanti e clamorosi processi come lo scandalo della terziaria francescana Giulia Di Marco, venerata come madre spirituale di una setta apparentemente lecita, poi trovata rea di simulazione di santità e pratiche orgiastiche stregonesco-diaboliche: scampò al rogo, morendo nelle carceri di Castel Sant'Angelo dopo l'abiura solenne dei suoi peccati nel 1615.
La Repubblica di Lucca, invece, sulla falsariga della Serenissima, creò nel 1545 il suo Offizio sopra la Religione similare ai Tre savi marciani che affiancarono il vescovo cittadino nella gestione locale dell'inquisizione. Quest'inquisizione "mista" lucchese, rimasta attiva sino al 1801, fu responsabile nel 1571 della condanna al rogo delle guaritrici Polissena di San Macario e Margherita di San Rocco già più volte menzionate.

## Il processo alle streghe in Italia

### Iterprocessuale
La procedura processuale del Sant'Uffizio si definì compiutamente a cavallo tra Cinquecento e Seicento, durante la seconda fase della Caccia italiana alle streghe. La già discussa diffusione, negli anni 1620, della Instructio pro formandis processibus in causis strigum, sortilegiorum et maleficiorum non deve, in quest'ambito, essere intesa come il termine di questo processo riorganizzativo quanto un suo effetto: un vademecum per evitare che gli esecutori materiali dei processi e delle sentenze costringessero, con le loro inefficienze, gli inquisitori romani a rettificare le loro sentenze o riaprire le inchieste.

Boca de Leòn per la raccolta delle denunce anonime nella Repubblica di Venezia.

In Italia come nel resto d'Europa, uno dei punti cardine per intendere il complesso e lungo fenomeno della caccia alle streghe sono le denunce o esposti (solitamente scritti, raramente d'ufficio), che venivano fatte dalla popolazione per i più svariati motivi e nelle più varie circostanze: per esempio, nel predetto caso di Polissena di San Macario, il processo fu innescato dalla denuncia di una balia, Pollonia, convinta che Polissena fosse stata indirizzata contro di lei da un'altra donna, Bartholomea, con cui Pollonia era in lite; a Modena, nel 1599, un'altra Polissena, fu processata per stregoneria perché denunciata da una sua serva rancorosa, Claudia Corona, poi condannata per calunnia; gli atti dei processi di Poschiavo tramandano il nome di delatori compulsivi, come Orsola Codeferro, denunziatrice delle presunte streghe Anna Pellada e Madalena Zanol; ecc.
Molto spesso, le denunce fioccavano in concomitanza con le crisi agricole: tale fu il caso della sopracitata rivolta palermitana del 1647 chiusa, oltre che con processi civili, anche con un autodafé; in Trentino, al volgere del XVII secolo, i rovesci di un'epidemia dei bachi da seta fu letta anche dagli eruditi locali come opera del Diavolo e delle «Malefiche»; ecc. Lo stesso si può dire per le epidemie, su tutte quelle di peste, come già anticipato per il caso di Milano e di Malta, ove la caccia alle streghe principiò solo dopo il celebre focolaio di peste del 1592–1593.
La ricettività delle istituzioni, religiose e secolari, alle denunce variava in accordo alla consuetudine locale: Venezia era, ad esempio, logisticamente ben strutturata per la gestione delle denunce tramite apposite buche per le lettere, chiamate Boche de Leòn, sparse in diversi luoghi cardine della città, come il Palazzo Ducale, la cui origine e funzione travalica i limiti della semplice caccia alle streghe; l'Inquisizione spagnola, attiva in Sicilia e Sardegna, utilizzava invece il sacramento della confessione come veicolo di denuncia poiché il penitente era previamente interrogato se avesse qualcosa da rivelare al Santo Oficio.
Dalla denuncia, si passava alla raccolta delle prove a carico dell'imputato: se erano insufficienti, seguiva l'archiviazione del caso, altrimenti si procedeva all'incarceramento ed all'interrogatorio del reo sospetto. Era questo il «processo offensivo» in cui l'imputato doveva difendersi da solo e gli inquisitori potevano servirsi della tortura, secondo le dinamiche che analizzeremo a breve. Seguiva il «processo difensivo» in cui i capi d'accusa erano formalizzati ed erano ammessi, se l'imputato decideva di avvalersene, gli avvocati difensori (d'ufficio o di grido, se l'imputato poteva permetterseli). Quindi si ritornava agli interrogatori e da lì alla sentenza.
Come più volte menzionato, i dettami del Sant'Uffizio, sia per quanto riguarda la pura prassi processuale sia per quanto riguarda le modalità dell'interrogatorio (e della tortura) furono puntualmente disattese dai tribunali locali, soprattutto nelle Alpi: Anna Ross di Prada fu arsa e decapitata a Poschiavo nel 1673 dopo essere stata denunziata da un'altra strega, già rea confessa, laddove il Sant'Uffizio aveva da tempo negato l'attendibilità di un'accusa di stregoneria basata esclusivamente sulla testimonianza di una persona già accusata.

### La tortura
La tortura fu teoricamente codificata come strumento giudiziario per estorcere la verità ai processati dalla bolla Ad extirpanda ma divenne «una macchina infernale per far dire le cose più inverosimili ed efferate». Questo perché il giudice di fede non mirava ad estorcere con la tortura la verità dall'imputato, come faceva il giudice penale, bensì ricercava ed indirizzava un'abiura per correggere un «error de fide et intellectu». Secondo taluni storici, come il sopracitato Trevor-Roper, il diffondersi della tortura sarebbe stata allora la causa della dimensione endemica raggiunta dalla stregoneria nell'Europa rinascimentale e moderna.

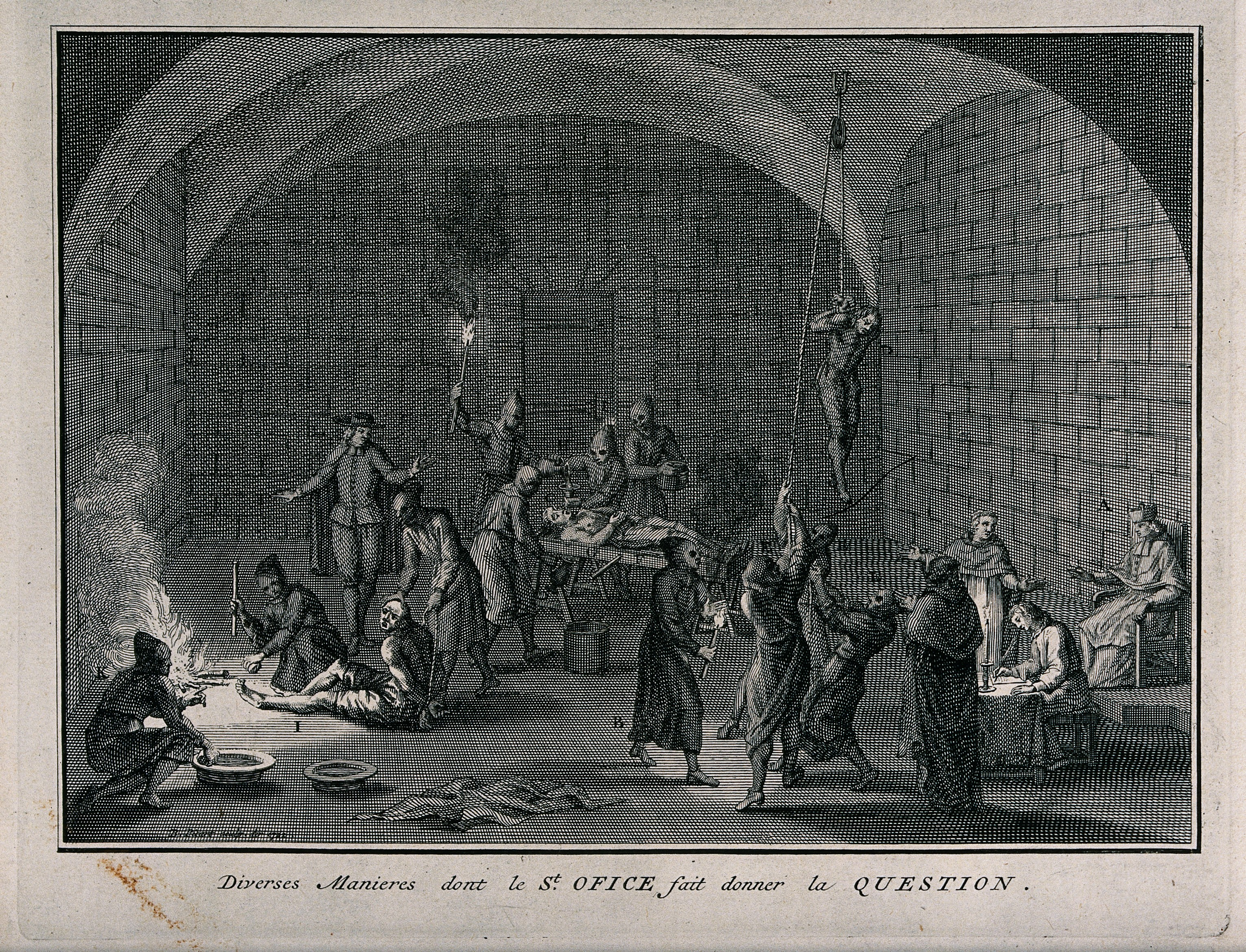
Le diverse maniere con cui il sant'Uffizio ottiene la confessione - incisione di Bernard Picart, 1722.

L'uso della tortura fu progressivamente regolato dal Sant'Uffizio romano (dal 1591 non poteva essere applicata arbitrariamente dai delegati locali ma doveva essere approvata obbligatoriamente dai cardinali inquisitori) tanto che, al netto di scarsi studi approfonditi sul suo utilizzo in Italia, si può comunque asserire che l'Inquisizione romana la usò poco, in presenza di prove schiaccianti, laddove invece i tribunali locali e secolari probabilmente spesso ne abusarono. Esemplare, in questo senso, l'isterico ricorso alla tortura nei processi di Poschiavo di fine 1600, letteralmente una spirale di folle violenza al termine della quale, inevitabilmente, tutti i processi si confessavano streghe e stregoni, corruttori di giovani, proteiformi o peggio.
A Venezia, stando alla documentazione superstite, la tortura (principalmente i tratti di fune o l'applicazione di fuoco ai piedi) fu applicata solo nel 3% dei casi. Più utile, per ottenere una confessione, si rivelò, per gli inquisitori marciani, la reclusione prolungata nelle carceri lagunari.
Per quanto riguarda l'operato nelle isole dell'Inquisizione spagnola, le torture praticate erano, in linea con la normale prassi iberica, la garrucha (cioè i tratti di fune), il potro e la toca, usate singolarmente o in successione dalla meno dura (la garrucha, apparentemente la più usata in Sicilia e Sardegna) alla peggiore (la toca). Stando ai ritrovamenti ed agli inventari, erano poi sicuramente in uso le mordacchie. Secondo i manuali del Santo Oficio, su tutti il Directorium inquisitorum di Nicolas Eymerich (1320–1399), la tortura, da cui erano esentati donne incinte, vecchi e bambini, poteva esser somministrata al massimo tre volte a seduta, per non più di trenta minuti, e le sedute dovevano svolgersi a otto giorni di distanza l'una dall'altra. Quanto meno in Sardegna, la tortura non sembra comunque fosse molto praticata: i documenti la riportano applicata a 86 persone (di cui 21 donne), circa il 5,5% del totale.

### Strutture detentive
Laddove nell'Europa centrale e settentrionale si diffuse largamente il ricorso ad apposite strutture detentive per streghe e stregoni, le cosiddette "torri delle streghe" di grandissimo successo in Germania, in Italia i tribunali secolari ed ecclesiastici si servirono principalmente delle strutture carcerarie già esistenti in loco: in Roma, il Sant'Uffizio ricorse alle prigioni pontificie già in uso, come Castel Sant'Angelo; a Venezia, l'Inquisizione si appoggiò alle carceri cittadine, come i Piombi; lo stesso si fece in Firenze, ricorrendo alle celebri Stinche; ecc.
L'unica eccezione fu costituita dalla città di Milano, ove, per iniziativa del vescovo Federico Borromeo, tra il 1598 e il 1600 si raccolsero fondi presso il Banco di Sant'Ambrogio per trasformare la vecchia Torre dell'Imperatore in una vera e propria Torre delle streghe di tipo mitteleuropeo.
La presenza, in Italia, di talune strutture denominate come "torri delle streghe" si deve in realtà a semplice tradizione popolare, come il caso della torre delle streghe di Noli, in realtà una torre di guardia posizionata a guardia del passo che immetteva nel territorio della rivale cittadina di Varigotti. In alcuni casi, il nome fu certamente dovuto a metonimia, come nel caso della Torre Malaspina di Varzi che prese ad essere chiamata Torre delle Streghe perché l'inquisitore Paolo Folperti la utilizzò come prigione negli Anni 1460.

### Sentenza e pene comminate
Nei processi imbastiti dal Sant'Uffizio, la pena di morte, come anticipato, era in genere comminata ad impenitenti e relapsi e la sua esecuzione, proprio per questo motivo, poteva però essere orribile ed accompagnata da forme brutali di accanimento se il reo non mostrava alcun segno di pentimento: come fu per gli eretici relassi Pomponio Algieri nel 1556 o Giordano Bruno nel 1600. In caso contrario, come generale atto di clemenza, il reo veniva decapitato ed il suo cadavere arso sul rogo: iter ad esempio utilizzato sistematicamente nei processi di Poschiavo del 1670–1700. In Italia, come altrove, qualora non si potesse procedere fisicamente alla condanna del reo contumace, si ricorse al rogo in effigie, come nel caso di Gaynas "Contessa de Regibus" a Pavia nel 1479. Taluni tribunali applicavano regole proprie: in Venezia, per esempio, i Savi sopra l'eresia imposero agli inquisitori papalini come pena capitale di eretici e streghe il discreto annegamento notturno in Laguna già previsto per le altre tipologie di pene capitali in Terra di San Marco. Come anticipato, nei processi italiani per stregoneria, il ricorso alla pena capitale fu tipico del Settentrione e raro nel Meridione.
Pene gravi previste in alternativa alla condanna a morte erano l'immurazione (cioè la reclusione in una cella piccolissima e senza finestre) o il servizio coatto ai remi sulle galere, come accaduto nei processi liguri del 1618. In alternativa, la fustigazione, la messa alla berlina, con eventuale ricorso all'abitello utilizzato per gli eretici, o l'incarceramento a seguito dall'atto di abiura, come per il caso di Emilia Catena e Santa Schiavona o di Giulia Di Marco, comunque scampata al rogo laddove invece, per la similare colpa di simulazione di santità, l'Inquisizione spagnola bruciò sul rogo la benedettina Gertrude Cordovana nel 1724. Altra pena comminata poteva essere l'esilio, a tempo indeterminato o determinato. Procedure speciali e trattamenti di favore erano previsti per chi collaborava e si presentava spontaneamente, in linea di continuità con la politica dell'indulto inaugurata da papa Giulio III (r. 1550–1555) e che aveva segnato l'avvio della "svolta moderata" sostenuta da Romeo: a Modena, l'ennesima praticante di magia ad amorem, Antonia Vignola, pur rischiando il rogo come strega impenitente nel 1565 fu invece incarcerata e poi liberata; in Venezia, l'astrologa e guaritrice Zuana Milanese, ripetutamente processata e bandita tra il 1554 ed il 1568, fu alla fine condonata dal patriarca Giovanni Trevisan (c. 1560–1590) per intercessione di alcuni membri del casato Badoer; ecc. Le pene più gravi, anzitutto il rogo, erano poi spesso accompagnate dalla confisca dei beni, procedura che, nel caso del Sant'Uffizio romano, si costituiva quale parte importante delle entrate straordinarie del Tribunale dell'Inquisizione ma poteva parimenti essere cagione d'abusi come nei sopracitati casi dei Processi di Bitonto e in Val di Fiemme, in quest'ultimo caso imputati allo strapotere del capitano vescovile Vigilio Firmian.
Nei processi "secolari", la comminazione e l'esecuzione delle pene seguiva regole diverse e, soprattutto nei processi per stregoneria alpini, molto spesso d'estrema brutalità. Gli esempi in merito sono numerosi, taluni già riportati nei paragrafi precedenti: le vittime della caccia alle streghe di Mendrisio del 1545 o la schiera d'infelici, già distrutti dalla tortura, che venivano decapitati e poi arsi a Poschiavo.
Come regola generale, l'esecuzione fisica delle sentenze era onere del potere temporale che vi provvedeva nei modi e nei tempi ad esso precipui: come testé visto, in Venezia la morte era amministrata tramite annegamento in alternativa al rogo, mentre qualora si dovesse effettuare una decollazione pre-rogo, il reo era giustiziato presso le Colonne di Piazzetta San Marco; a Milano, i roghi erano inizialmente allestiti presso il Broletto e solo a partire dal XVII secolo in pianta stabile a Piazza Vetra; ecc.

### Accuse e accusati

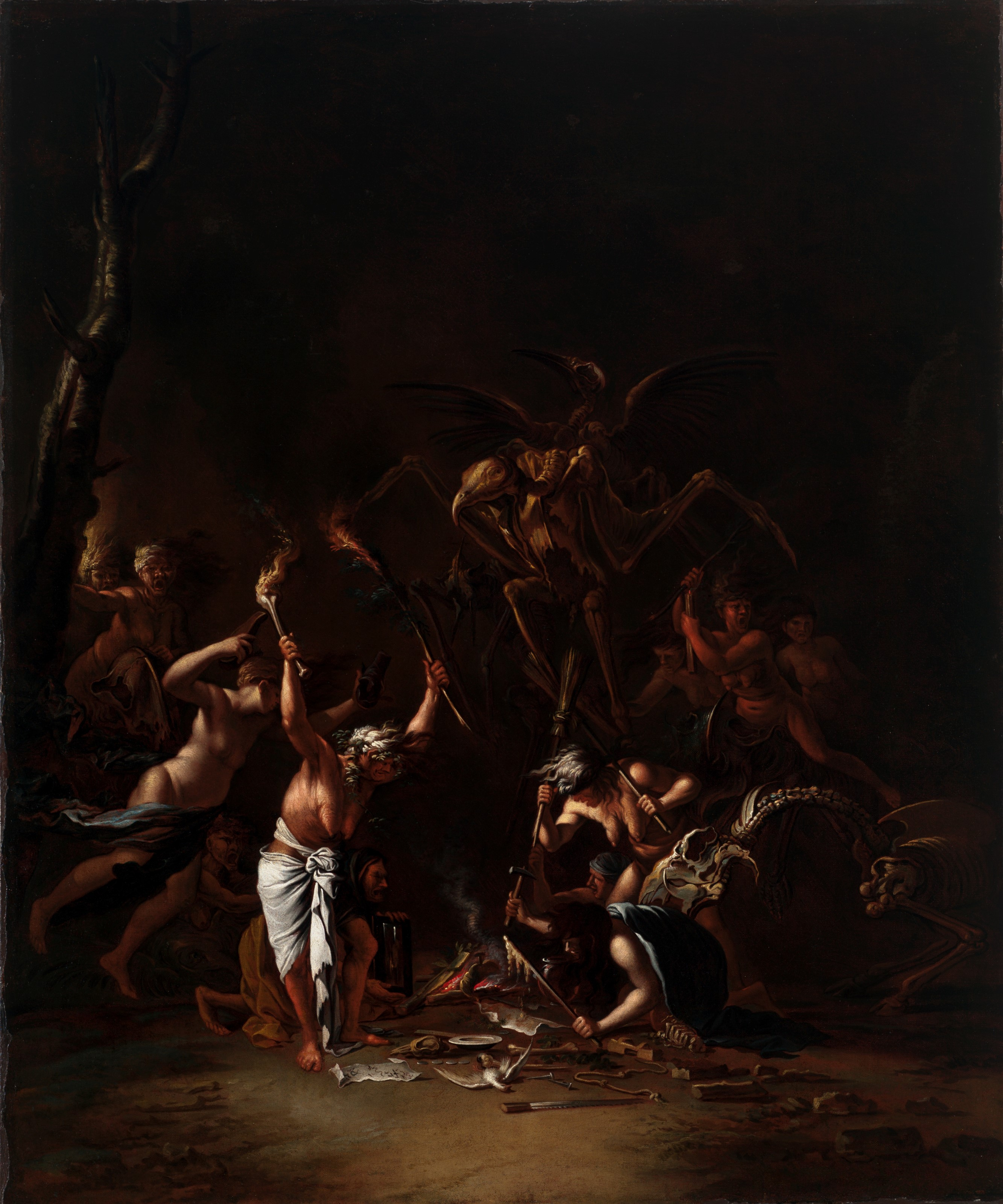
Il sabba delle streghe, dipinto di Salvator Rosa (Museum of Fine Arts)

Le informazioni contenute negli atti processuali e nelle investigazioni degli inquisitori attivi sul suolo italico, tanto quanto la trattatistica di settore coeva ai fatti, hanno fornito abbastanza materiale agli studiosi da permettere un distinguo tra la stria/striga italiana e la strega transalpina. Anzitutto, la strega italica è chiaramente infanticida ma non antropofaga, al massimo vampirica, in linea cioè con l'iconografia mostruosa slavo-balcanica: accusata di vampirismo fu la strega meneghina Ixabetta da Lampugnano tanto quanto la strega istriana Radolovič. Secondariamente, la strega italiana vola senza dover ricorrere ad animali volanti che lo facciano al suo posto. Queste distinzioni sfumano però quando si analizza la figura della strega "alpina", i cui connotati sono più vicini a quelli della controparte mitteleuropea, come traspare per esempio nel Lamiarum sive striarum opusculum e nel Opusculum de striis del milanese Girolamo Visconti.
Elemento comune che traspare dalle fonti, soprattutto nel periodo 1580–1660, fu il proliferare in Italia di malie e stregonerie motivate o finalizzate da gretti desideri quali lussuria, avidità e ira o dal travisamento, in chiave diabolico-negativa, della magia terapeutica. In linea con una tendenza che, come anticipato, interessa tutta l'Europa del tempo, l'Italia che traspare dagli atti processuali contro le streghe è un paese in cui la magia, tanto popolare quanto cerimoniale, era pratica comune, addirittura quotidiana: es. nel 1623, un monaco napoletano si vantò di essere il miglior negromante del mondo e di esser stato processato ben venticinque volte dal Sant'Uffizio; nel 1634, in Trento, il bresciano Floriano Canale, musicista, esorcista e chimico, pubblicò con imprimatur del vescovo il trattato Del modo di conoscer et sanare i maleficiati, opera di enorme successo tra laici e religiosi ripetutamente ristampata. Massiccia era inoltre la commistione tra magia e religione: frequentissimi i riferimenti a streghe e stregoni usi includere ostie consacrate tra i loro ferri del mestiere, tanto quanto ben nota e documentata era la presenza di un formulario chiaramente riconducibile alla preghiera cristiana nei sortilegi. Emblematica in questo senso la figura di Guglielmo Campana (1460–1541), un prete-mago modenese più volte indagato dall'Inquisizione ma mai condannato.
Precipua dell'Inquisizione romana e distintiva rispetto all'operato delle altre Inquisizioni mediterranee (la Spagnola e la Portoghese) fu quindi, non a caso, la persecuzione di questa tipologia di stregoneria "mondana", seppur con la tendenza a comminare pene blande. Il caso di Matteuccia da Todi del 1428 è, in quest'ottica, antesignano di una tendenza che si affermerà post 1580: tra i suoi capi d'accusa, oltre chiaramente all'infanticidio, figurano infatti la magia amorosa e quella terapeutica. Dato poi ben più importante, Matteuccia, al momento del processo, era una vera e propria professionista presso la quale si recavano clienti, soprattutto donne, da tutto il circondario.

Il filtro d'amore, di Evelyn De Morgan (1903).
La magia ad amorem figurava tra le più frequenti accuse mosse alle streghe italiane sin dal XV secolo.

Molto diffusi, come evidente anche solo da alcuni esempi soprariportati, furono, in Italia, i processi contro fattucchiere, prostitute e cortigiane sospettate di praticare magie erotico-amorose: i già discussi casi veneziani e bolognesi; a Roma, il caso della cortigiana Lucrezia la Greca; a Malta, in due anni, il sopracitato Pignatelli dovette gestire 30 casi di malie amorose su un totale di 40 malie; i casi modenesi d'inizio Settecento; ecc. Tali casi furono ovviamente più frequenti nelle città italiane caratterizzate, al tempo, da un alto numero di prostitute e cortigiane, com'era appunto il caso di Venezia e Roma, e spesso le ree coinvolte erano, come il caso della Catena, delle ormai anziane prostitute che si guadagnavano da vivere vendendo pozioni a donne o uomini gelosi. Anche in questo caso, non si tratta però di una regola certa. Frequenti furono anche i casi di donne non dedite alla prostituzione ma in spiccata competizione nel contendersi i maschi sessualmente attivi del loro quartiere o villaggio che ricorrevano per questo alla magia ad amorem: anzitutto, la già citata Caterina di Giorgio da Modrus, condannata un anno di prima di Matteuccia da Todi; eclatante il processo alle streghe di Montisi (1624), piccolo borgo presso Pienza, ove le indagini e gli interrogatori conseguenti alla denuncia di sei donne, talune prostitute, innescarono un'isteria collettiva che svelò le tensioni accumulatesi per decenni di competizione sessuale tra le villiche.
Quella dei guaritori, anche nel caso di medici riconosciuti, fu, come detto, una categoria contro la quale gli inquisitori operarono attivamente in tutta la Penisola: guaritrice fu appunto la prima strega italiana inquisita in quanto tale, Benvenuta Benincasa; guaritrici furono Matteuccia da Todi, le lucchesi Polissena e Margherita, arse nel 1571, la maremmana Lucrezia, sposa di Salvatore "il Riccio", perseguitata dagli inquisitori senesi, tanto quanto l'anziana senese Francesca Torrigiani "la Fabbra" che, nel 1690, se la cavò con una semplice ammonizione; in Modena, al volgere del Cinquecento, i guaritori furono sistematicamente perseguiti per maleficium; in Sicilia, tre medici furono processati dal Santo Oficio perché condivano di magia le loro visite (Tarantino Di Costanzo si serviva della cabala, Geronimo Reytano adoperava la negromanzia e Joan Vincente Landolina della chiaromanzia); e guaritrice fu la celebre strega sarda Julia Mores.
Trasversale a tutte le accuse era spesso il "furto sacrilego", essendo le ostie consacrate un ingrediente quasi universale nella pratica magica del tempo: già nel 1499, in Val Camonica, tre sacerdoti erano stati condannati per il riutilizzo sacrilego di ostie in rituali magico-satanici e lo stesso si contestò, il medesimo anno, in Modena, al prete Antonio da Montagnana (nipote del vescovo Jacopo Sandri da Montagnana) ed alla sua amante giudea Bernardina Stadera, entrambi affiliati al sopracitato don Campana; nel 1681, fu arso per tale crimine Francesco Maria Loia a Parma; ecc. Dalle carte dei processi il fenomeno del furto sacrilego, con relativa condanna a morte del reo catturato (solitamente di sesso maschile), fu molto in voga nel Settecento: a Roma nel 1708 fu impiccato e squartato per questa colpa il calabrese Paolo Antonio Galles; nel 1723, toccò, a Genova, a Niccolò Del Medico. Non a caso, come anticipato, gli ultimi roghi accesi per processi di stregoneria ebbero, quali condannati, dei maghi colti sul fatto mentre trafugavano delle ostie: Bello e Pietrasanta a Casale Monferrato e Fontana a Venezia.
I processi alpini, come più volte ribadito più frequenti e brutali di tutti gli altri nella Penisola, assommano, nei loro impianti probatori iniziali, evidenze riconducibili a magie innocue o comunque benefiche che però, specialmente dopo il 1580, i cacciatori di streghe rifiutavano di considerare tali: come anticipato, nel 1617 Caterina Medici da Broni fu arsa a Milano per aver preparato dei decotti; nel 1650, il benandante friulano Michele Soppe morì nelle carceri di Udine durante il processo intentatogli dall'inquisitore Missini che aveva voluto leggere una matrice diabolica nei suoi noti poteri taumaturgici.

## Manuali di demonologia e compendi per i cacciatori di streghe
Sebbene nella tradizione mediatica moderna la manualistica coeva alla caccia alle streghe sia facilmente ricondotta all'altisonante Malleus Maleficarum (1487) di Heinrich Kramer, numerose e rilevanti furono le pubblicazioni, tanto inquisitoriali quanto demonologiche, di autori italiani, soprattutto religiosi, direttamente coinvolti nei processi alle streghe allora in corso nella Penisola. Tali opere, soprattutto nel Seicento, circolarono spesso accluse ai vademecum che gli inquisitori, anche secolari, utilizzavano e che, sulla falsariga della fortuna editoriale del predetto Kramer, erano chiamati genericamente "Mallei".
Testi ed opuscoli sulle streghe erano già prodotti e discussi in Italia almeno dalla seconda metà del Quattrocento, basti pensare alle sopracitate opere del Visconti, il Lamiarum sive striarum opusculum e l'Opusculum de striis, redatte intorno al 1460 e poi edite in Milano nel 1490.

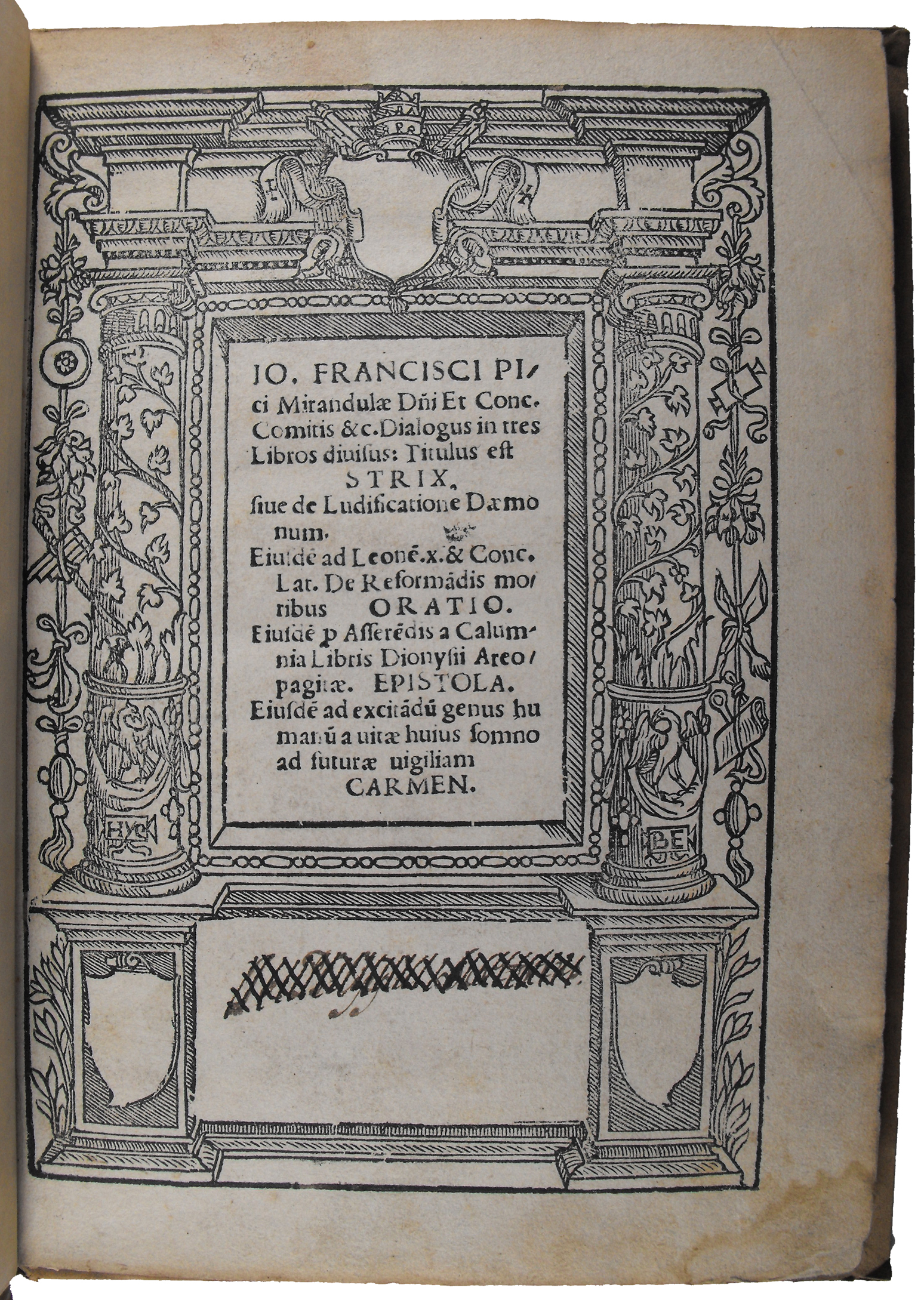
Frontespizio dell'edizione originale latina del Libro detto strega o delle illusioni del demonio di Giovanni Francesco II Pico della Mirandola, 1523.

Al netto della sopracitata grande produzione bibliografica promossa dai Domenicani al principio del XVI secolo, vastissima fu in Italia la portata editoriale della polemica sulla realtà dei convegni notturni di streghe e stregoni con Satana e/o la «Signora del gioco» e sulla concretezza dei loro poteri. Fu anzitutto niente meno che il francescano Samuele Cassini († post-1510), già avversario del Savonarola, a spiegare la bandiera dello scetticismo con la Quaestio lamiarum (1505) ove definì inconcepibile che Dio permettesse l'esistenza di eventi miracolosi a fini malvagi. Seguì l'immediata e piccata apologia del domenicano Vincenzo Dodo, Contra li defensori delle strie (1506), nel cui solco si colloca anche il trattatello De strigibus del già citato Bernardo Rategno (dato degnamente alle stampe solo nel 1566 in Milano all'interno della sua più celebre opera, la Lucerna inquisitorum haereticae pravitatis) che godette di enorme successo e popolarità del corso del XVII secolo. Non si trattò, comunque, di una contesa tra francescani e domenicani, bensì di una polemica teologica trasversale alla Chiesa la cui rilevanza storica non fu minore del dibattito sull’immortalità dell’anima. Nel 1511 fu addirittura un laico, il giureconsulto piacentino Giovan Francesco Ponzinibio, ad esporsi con il suo De lamiis et excellentia iuris utriusque in cui negava apertamente la veridicità del volo notturno delle streghe e del sabba e affermava la superiorità della scienza giuridica su teologia e superstizioni, riprendendo in questo alcune tesi espresse nel Parerga (VIII, 22) dell'erudito umanista Andrea Alciato (1492–1550). La dotta risposta di Roma uscì dalla penna dell'inquisitore Bartolomeo Spina che pubblicò, forte della sua diretta esperienza da poco conclusasi, la Quaestio de strigibus (1523), la prima di un trittico di opere (seguirono nel 1525 il Tractatus de praeeminentia sacrae theologiae super alias omnes scientias e la Quadruplicis apologia de lamiis contra Ponzinibium), più volte ripubblicate. Alla contesa partecipò anche il sopracitato Giovanni Francesco II Pico della Mirandola con il suo Strix, sive de ludificatione daemonum (1523), reso l'anno dopo in italiano Libro detto strega o delle illusioni del demonio da Leandro Alberti, e parimenti opera di notevole successo editoriale.

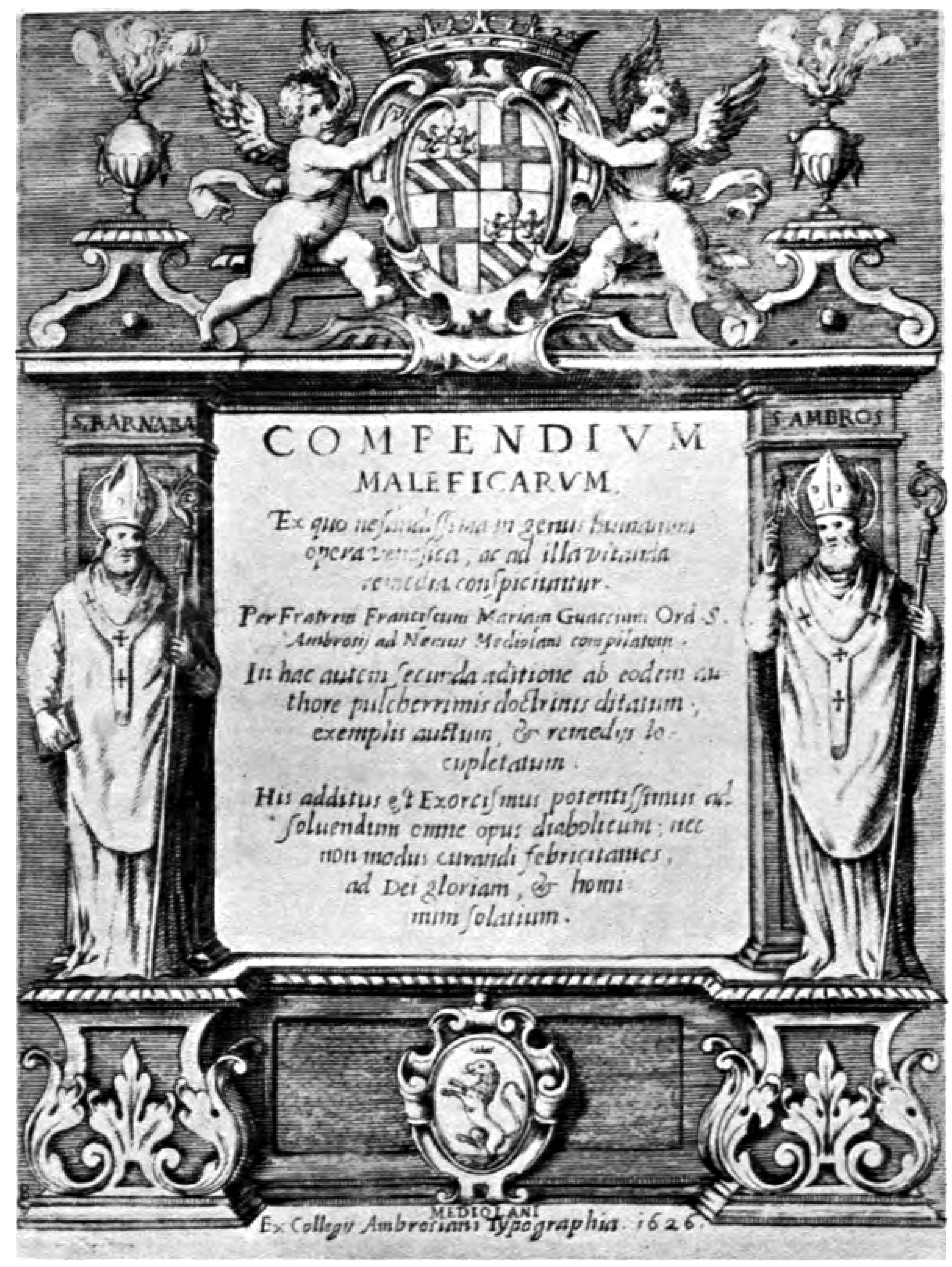
Frontespizio dell'ed. 1626 del Compendium maleficarum di Francesco Maria Guaccio.

All'avvio della "seconda fase" della Caccia alle streghe italiana e che coincise con le fortune editoriali del Démonomanie des sorciers (Parigi, 1580) dell'avvocato parigino ed ex-carmelitano Jean Bodin (1529–1596), il dibattito erudito sui poteri del diavolo si riaccese in tutta Europa. Già nel 1570, Giovanni Lorenzo d'Anania (1545–1609) aveva pubblicato a Venezia il De natura daemonum in cui sosteneva la reale esistenza di dèmoni e spiriti e quindi della concreta minaccia costituita da maghi e negromanti. Nel 1583, fu invece il predetto Leonardo Vairo, con i tre volumi del suo De fascino, in quibus omnes fascini species et causae optima methodo describuntur, edito a Parigi, a rincarare eloquentemente la dose, affiancando alle consuete speculazioni demonologiche dotte citazioni classiche ed un po' di magia naturale rinascimentale.
Nel 1608 uscì la prima edizione in 3 volumi del predetto Compendium maleficarum di Francesco Maria Guaccio, frutto della sua collaborazione, inquisitoriale ancor prima che letteraria, con il celebre inquisitore laico francese Nicolas Rémy (1530–1612), la cui Daemonolatreiae libri tres (Lione, 1595) è considerata dagli studiosi uno dei capisaldi seicenteschi della manualistica inquisitoriale. L'opera di Guaccio fu anch'essa rapidamente annoverato dai contemporanei tra i manoscritti più autorevoli sulla stregoneria, con una seconda edizione datata 1626 in Milano.
Come anticipato, negli anni 1620 il Sant'Uffizio diffuse un vademecum per gli inquisitori chiamato Instructio pro formandis processibus in causis strigum, sortilegiorum et maleficiorum. Nel 1621, a Genova, il sopracitato inquisitore Eliseo Masini convogliò nel Sacro arsenale overo Prattica dell’officio della Santa Inquisitione il frutto dei suoi anni d'indagini. L'opera ebbe un successo quasi immediato (la seconda edizione si ebbe nel 1625), anche perché si presentava come un vademecum privo del consueto e sovrabbondante commento a fonti bibliche, giuridiche e teologiche che appesantiva le pratiche e i testi di diritto inquisitoriale, tanto da farne, per molto tempo, il solo manuale in lingua volgare destinato ai giudici del Sant'Uffizio romano. Interessante notare che Masini non fu un esemplare compilatore di carte, tanto che alcuni studiosi ritengono la sua vocazione manualistica una excusatio per le carte processuali da lui malamente compilate e rigettate dal collegio del Sant'Uffizio. Parimenti è opportuno ricordare che l'edizione 1625 del Sacro arsenale fu arricchita da una traduzione in italiano di estratti della Instructio pro formandis processibus.

### Esplicative
1. ↑  L'antropologo Massimo Centini, con Laura Rangoni, in un'intervista durante la trasmissione L'ora delle streghe: l'olocausto dimenticato ha affermato: «Il numero delle streghe arse in Italia non è verificabile in quanto molte volte venivano distrutti i verbali insieme alle streghe perché non rimanesse traccia di quella infamia. Non solo: i parenti delle streghe comperavano i verbali per cancellare ogni prova di cattivo nome della famiglia, e non dobbiamo dimenticare che sono stati distrutti archivi interi.»
2. ↑  Del Col 2009, p. 29.
«In particolare, le sentenze capitali dell'Inquisizione romana attualmente note ebbero luogo a Bologna nel 1543, 1545, 1547, 1549 (6), nel 1559 (4) e nel 1577-1579 (2); a Lecco nel 1569-1570 (6 non eseguite, una morte in carcere); in Val Mesolcina nel 1583 (7 eseguite, 3 non eseguite); nella stessa valle nel 1589 (circa 40), a Siena nel 1569 (5); a Roma nel 1572 (4) e nel 1587 (1); a Venasque nel contado di Avignone nel 1581 (1); ad Avignone nel 1582 (18); a Velletri nel 1587 (2); a Perugia nel 1590 (1); a Mantova nel 1595 e 1600 (3). A Udine ci furono una sentenza capitale in contumacia nel 1583, 4 nel 1594, 2 morti in carcere nel 1650. In totale risultano 94 condanne a morte eseguite, 11 non eseguite, 3 morti in carcere, ma la cifra è sicuramente inadeguata perché i dati si riferiscono soltanto a 7 sedi inquisitoriali principali, sulle 48 esistenti alla fine del Seicento».
3. ↑  Rouge 2007.
«volgarmente nota come stregoneria, la Vecchia Religione in realtà non è affatto come viene descritta a seguito di questo secolare malinteso storico»
4. ↑  Tre donne (Caterina Bonivarda, Caterina Borrella e Giovanna Motossa) vennero imprigionate e torturate. Alcune testimonianze scritte sono ancora presenti e custodite nel municipio del paese - v.si Merlo 2006.
5. ↑  Il manoscritto contenente i verbali dei processi alle streghe tenuti a Cavalese nel 1505 è stato parzialmente pubblicato in  Augusto Panizza, Archivio Trentino, VII, 1888,  pp. 1-100 e 199-247.; VIII, 1889, pp. 131-146 e 131bis-142bis; IX, 1890, pp. 49-106. Poiché la rivista è di ardua reperibilità e comunque di difficile lettura (parte del testo è in latino), se ne possono leggere ampi estratti in: Muraro 1976, pp. 46-135 e Di Gesaro 1988, pp. 675-755. Una sintesi monografica storicamente aggiornata si trova in Giordani 2005 e in Corsi 2013, pp. 107-116.
6. ↑  Ankarloo 2002, p. 103 indica invece sommariamente la janara come "strega napoletana".
7. ↑  Nel 1647, in Venezia, la strega Laura Malipiero (1602/3–1660), allora alle prese con il secondo processo intentantole per stregoneria dall'Inquisizione marciana, poté permettersi, a differenza delle corree, un avvocato difensore a probabile riprova dei discreti introiti che si procurava con la fattucchieria -  Franca Romano, Tarsia Malipiero, detta Laura, in Dizionario biografico degli italiani, vol. 68, Roma, Istituto dell'Enciclopedia Italiana, 2007. URL consultato il 1º dicembre 2014.

### Bibliografiche
1. ↑  Lovison 2023, p. 2.
2. ↑  Ill. in  Enrico Isernia, Istoria della città di Benevento dalla sua origine fino al 1894, I, Benevento, Stabilimento Tipografico A. D'Alessandro e Figlio, 1895,  p. 214.
3. 1 2 3 4  (EN) Brian P. Levack, Introduzione, in Levack 2013, pp. 5-6. Levack si rifà per le stime a (EN) Wolfgang Behringer, Witches and Witch-Hunts: A Global History, Cambridge, Polity Press, 2004,  pp. 149-151.
4. 1 2  Del Col 2009, p. 25.
5. 1 2 3 4 5  Del Col 2009, p. 29.
6. ↑  Herzig 2013, p. 258.
7. ↑   Tommaso Maria Soldati, XIV, in Confutazione degli errori e calunnie contro la Chiesa e la sovranità, Tomo II, 1794,  p. 473.
8. 1 2   Il Vaticano: un centinaio di casi, nell'era moderna oltre 50 mila, su Corriere della Sera, 6 giugno 2004. URL consultato il 9 febbraio 2022.
9. ↑  (EN) Tamara Herzig, 14.1 Witch-hunting in Renaissance Italy, in Levack 2013, pp. 250-252.
10. ↑  Del Col 2009, pp. 26-28.
11. 1 2 3 4 5  Herzig 2013, p. 255.
12. 1 2 3 4 5  Herzig 2013, pp. 257-258.
13. ↑  Del Col 2009, pp. 28-30.
14. ↑  Prevideprato 1992, p. 5.
15. 1 2 3  Herzig 2013, p. 253.
16. ↑  (FR) Juan Antonio Llorente, Lettre à M. Clausel de Coussergues sur l'Inquisition espagnole (1817), in M. Boeglin (a cura di), España y la Inquisición (Selección de textos), Siviglia, Renacimiento, 2007.
17. ↑  (EN) Henry Kamen, The Spanish Inquisition: A Historical Revision, Yale University Press, 1998.
18. ↑  Golden 2006 stima tra le 30 e le 40000 vittime in un arco di tempo di circa 350 anni.
19. ↑   Giovanni Romeo, Inquisizione, Chiesa e stregoneria nell'Italia della Controriforma: nuove ipotesi, in Corsi e Duni 2008, pp. 53-64, 2008,  p. 64.
20. 1 2 3 4 5  Ginzburg 2020, pp. 32 e 56.
21. 1 2 3 4 5   Oscar Guidi, Margherita e Pulisena, in Enciclopedia delle Donne, 2023. URL consultato il 7 marzo 2024.
22. ↑  Del Col 2009, pp. 26-27.
23. 1 2 3  Del Col 2009, p. 30.
24. ↑  Del Col 2006, pp. 589-590.
25. ↑  Per un riassunto sulla Storiografia della Stregoneria in Italia, si veda (EN) Tamara Herzig, 14.3 The Historiography of Italian Witchcraft, in Levack 2013, pp. 258-262.
26. 1 2  Ankarloo 2002, pp. 55-62.
27. ↑   Carlo Ginzburg, I benandanti. Ricerche sulla stregoneria e sui culti agrari tra Cinquecento e Seicento, nuova ed. con nuova postfazione dell'A., Milano, Adelphi, 2020  [1966], ISBN 978-88-459-3520-6. Ed. (EN) Carlo Ginzburg, The Night Battles: Witchcraft and Agrarian Cults in the Sixteenth and Seventeenth Centuries, traduzione di John Tedeschi e Anne Tedeschi, Baltimore, Johns Hopkins University Press, 1983, ISBN 978-0801843860.
28. 1 2 3   Franco Nardon, Benandanti e inquisitori nel Friuli del Seicento, prefazione di Andrea Del Col, Ed. EUT, 1999, ISBN 88-8303-022-2.
29. 1 2  (EN) Gustav Henningsen, The Ladies from Outside: An Archaic Pattern of the Witches’ Sabbath, in Ankarloo e Henningsen 1990, pp. 191-215, 1990.
30. ↑   Macrina Marilena Maffei, La danza delle streghe, Armando Editore, 2024, ISBN 979-1259846525.
31. ↑   Dolores Turchi, Maschere, miti e feste della Sardegna: dai Mamuthones alla Sartiglia, dai millenari riti agresti al culto delle acque, Cagliari, Edizioni Della Torre, 1990, ISBN 88-5412-345-5.  Dolores Turchi, Lo sciamanesimo in Sardegna, Roma, Newton & Compton, 2001.
32. ↑   Strega, in Treccani.it – Vocabolario Treccani on line, Roma, Istituto dell'Enciclopedia Italiana. URL consultato il 21 settembre 2013.
33. ↑  Ginzburg 2017.
34. 1 2  Del Col 2009, p. 22.
35. 1 2  Lavenia 2015.
36. ↑  Messana 2007, p. 83.
37. ↑   Bolla Ad extirpanda (PDF), su documentacatholicaomnia.eu.
38. ↑   Streghe e stregoneria, in Enciclopedia Italiana, Roma, Istituto dell'Enciclopedia Italiana. URL consultato il 6 dicembre 2018.
39. ↑  Trevor-Roper 1969, pp. 157-158.
40. ↑  Tavuzzi 2007, pp. 195 e ss.
41. 1 2   Valerio Giorgietta e Giovanni Giorgietta, L'inquisitore fra Modesto Scrofeo e i processi per stregoneria a Sondrio. Luglio-ottobre 1523, cronaca di una caccia. Documenti dell'Archivio di Stato di Sondrio, Società storica Valtellinese, 2016, ISBN 8888058222.
42. ↑  Ankarloo e Henningsen 1987.
43. 1 2  Farinelli e Paccagnini 1989, pp. 126-128.
44. ↑  I primi passi dell'Inquisizione Romana: tre lettere di papa Paolo III (1542, 1543, 1548), in:  Davide Canfora (a cura di), La libertà al tempo dell'Inquisizione. Antologia di documenti dal 1252 al 1948, Milano, Nicola Teti Editore, 1999, ISBN 978-88-7039-771-0..
45. ↑  (EN) Tamara Herzig, 14.2 The Roman Inquisition and Witchcraft, in Levack 2013, pp. 253-258.
46. 1 2 3 4  Ankarloo 2002, p. 47.
47. 1 2 3 4 5  Tedeschi 1997, capitolo V. Organizzazione e procedure dell'Inquisizione romana, pp. 93-124.
48. 1 2  Muraro 1976.
49. 1 2   Anna Preianò, Sibilla, Pierina e la Signora del Gioco, su milanoplatinum.com, 2016.
50. 1 2 3 4  Levack 2012, cap. 3. Le basi giuridiche.
51. 1 2 3  Tedeschi 1997, cap. VI. Inquisizione romana e stregoneria. Un'«istruzione» dell'inizio del XVII secolo sulla corretta procedura processuale, pp. 125-136.
52. 1 2 3  Herzig 2013, pp. 256-257.
53. 1 2 3  Lovison 2023, pp. 12-15.
54. 1 2 3 4  Romeo 1990, pp. 3-29.
55. ↑   Andrea Del Col, L'inquisizione romana e il potere politico nella repubblica di Venezia, in Critica storica, XXVIII, 1991,  pp. 189-250.
56. ↑   Daniele Santarelli, Eresia, Riforma e Inquisizione nella Repubblica di Venezia del Cinquecento, in Studi Storici Luigi Simeoni, LVII, 2007,  pp. 73-105.
57. 1 2 3 4 5   Andrea Del Col, Osservazioni preliminari sulla storiografia dell'Inquisizione romana, in Cesare Mozzarelli (a cura di), Identità italiana e cattolicesimo. Una prospettiva storica, Roma, Carocci, 2003,  pp. 75-137.
58. 1 2  Farinelli e Paccagnini 1989, pp. 21 e ss.
59. ↑  Corsi 2013, pp. 59-75 e 76 e ss.
60. 1 2 3   Alberto Cairoli e Giovanni Chiaberto, La strega, i corpi, la terra. Lettura di processi per stregoneria nel baliaggio di Mendrisio (1536-1615), in Archivio Storico Ticinese, vol. 79, marzo 1979.
61. 1 2 3 4 5  Di Gesaro 1988, pp. 391 e ss.
62. 1 2 3  Corsi 2013, p. 25.
63. ↑  Romeo 2002, pp. 53-64.
64. 1 2  Lavenia 2015, p. 153.
65. ↑  Farinelli e Paccagnini 1989, pp. 22-23.
66. ↑  Farinelli e Paccagnini 1989, p. 20.
67. ↑   Aldo Cerlini, Una strega reggiana e il suo processo, in Studi storici, XV, 1906,  pp. 59-68.
68. 1 2   Grazia Biondi, Benvenuta e l’Inquisitore: un destino di donna nella Modena del Trecento, Modena, Unione donne italiane - Centro documentazione donna, 1993.
69. 1 2  Nicolini 1987, pp. 45-50.
70. 1 2 3 4   Domenico Mammoli, Processo alla strega Matteuccia di Francesco (20 marzo 1428), Todi, Tipografia Tiberina, 1977.
71. ↑  Di Gesaro 1988, pp. 381 e ss.
72. 1 2  Corsi 2013, pp. 27 e ss.
73. ↑  Lovison 2023, pp. 8-9.
74. 1 2  Montesano 2018.
75. ↑   Giovan Battista Bronzini, Pubblico e predicazione popolare di Bernardino da Siena, in Lares, XLIV, n. 1, 1978.
76. ↑   Franco Cardini, Le streghe nella predicazione degli Osservanti Francescani, in Ministero per i Beni Culturali e Ambientali, Ufficio Centrale per i Beni Librari, le Istituzioni Culturali e l’Editoria e Biblioteca Universitaria di Pisa (a cura di), Stregoneria e streghe nell’Europa moderna, Atti del Convegno Internazionale di studi, (Pisa, 24-26 marzo 1994), Ospedaletto (PI), Pacini Editore, 1996,  pp. 125-132.
77. ↑   Clara Ghirlandini, La «ncantatrice a Travale». Un processo per maleficium nella Diocesi di Volterra (1423), in Rassegna Volterrana, LXXVIII, 2001,  pp. 33-72.
78. ↑   Gabriele Rosa, Guida topografica, storica, artistica ed industriale al Lago d'Iseo ed alle Valli Camonica e di Scalve, Bergamo, Tipografia Fratelli Bolis, 1874.
79. ↑  Del Col 2009, p. 24.
80. ↑  Prevideprato 1992, p. 19.
81. ↑  V.si Romanello 1975, Baroja 1994, cap. VI, Cohn 1994, cap. XI-XII e Montesano 2012.
82. ↑  Ed. in  Giuseppe Bonomo, 19, in Caccia alle streghe, Palermo, Palumbo, 1959.; Maurizio Bernardelli Curuz, Streghe bresciane: confessioni, persecuzioni e roghi fra il XV e il XVI secolo, Ermione, Desenzano del Garda, 1988, p. 92.
83. ↑  (EN) Richard Kieckhefer, The First Wave of Trials for Diabolical Witchcraft, in The Oxford Handbook of Witchcraft in Early Modern Europe and Colonial America, 2013.
84. ↑  Golden 2006, p. 1310.
85. ↑  Trevor-Roper 1969, p. 160.
86. ↑  Ankarloo 2002, p. 18.
87. ↑  Lavenia 2015, pp. 154-155.
88. ↑  (EN) Richard Kieckhefer, European Witch Trials: Their Foundations in Popular and Learned Culture, 1300-1500, University of California Press, 1976,  pp. 32–33.
89. 1 2  Di Gesaro 1988.
90. ↑  (EN) Christopher S. Mackay, Record of the Proceedings against the Seven Accused, October 29 and 31 and November 3, 1485, in "An Unusual Inquisition", BRILL, 2020,  pp. 203-215, DOI:10.1163/9789004423800_016, ISBN 9789004423800.
91. ↑  Dainotti 1932.
92. ↑  Tavuzzi 2007, p. 197.
93. ↑  Di Gesaro 1988, pp. 8, 385 e ss.
94. 1 2  Prevideprato 1992, pp. 78-86.
95. 1 2   Carlo Milani, Carnefici e giustiziati in Pavia. La confraternita di San Rocco, Pavia, Artigianelli, 1943,  p. 25.
96. ↑   Alfonso Corradi (a cura di), Memorie e documenti per la storia dell'Università di Pavia e degli uomini più illustri che v'insegnarono, I, Pavia, Stabilimento Tipografico Successori Bizzoni, 1878,  pp. 117-118.
97. 1 2  Farinelli e Paccagnini 1989, p. 49.
98. ↑  Prosperi 1996, p. 388.
99. ↑  Tamburini 1866, v. IV, p. 41.
100. ↑  Farinelli e Paccagnini 1989, pp. 50-56.
101. 1 2   Vincenzo Lavenia, Bernardo Rategno, in Dizionario biografico degli italiani, vol. 86, Roma, Istituto dell'Enciclopedia Italiana, 2016.
102. ↑  Del Col 2009, p. 20.
103. ↑  Di Gesaro 1988, p. 386.
104. 1 2  Di Gesaro 1988, pp. 386 e ss.
105. ↑  Ginzburg 2017, pp. 3-28.
106. 1 2 3   Maurizio Bertolotti, Bartolomeo Spina, in Dizionario biografico degli italiani, vol. 93, Roma, Istituto dell'Enciclopedia Italiana, 2018.
107. 1 2  Tavuzzi 2007, pp. 200-202.
108. ↑  Tavuzzi 2007, pp. 68-72.
109. 1 2   Elisabetta Scapparone, PICO, Giovan Francesco, in Dizionario biografico degli italiani, vol. 85, Roma, Istituto dell'Enciclopedia Italiana, 2015. URL consultato il 16 gennaio 2018.
110. 1 2  Farinelli e Paccagnini 1989, p. 68.
111. ↑  Farinelli e Paccagnini 1989, pp. 68-70.
112. ↑  Tavuzzi 2007, p. 229.
113. 1 2  Lovison 2023, p. 9.
114. 1 2   Tamara Herzig, Heinrich Kramer e la caccia alle streghe in Italia, in Corsi e Duni 2008, pp. 167-197, 2008.
115. ↑   Michele Di Sivo, Bellezza Orsini. La costruzione di una strega (1528), Roma nel Rinascimento, 2016.
116. ↑   Michele Di Sivo, Bellezza la strega. La violenza sottile della legge, in Anna Esposito (a cura di), Lucrezia e le altre: la vita difficile delle donne (Roma e Lazio, secc. XV-XVI), Roma nel Rinascimento, 2015,  pp. 119-133.
117. ↑  (EN) W. Durant, The Reformation, A History of European Civilization from Wyclif to Calvin: 1300-1564, New York, Simon & Schuster, 1957,  pp. 403-414.
118. ↑   E. Camenisch, La Controriforma nella Valtellina e nel Contado di Chiavenna, in Storia della Riforma e Controriforma nelle valli meridionali del Canton Grigioni, Samedan, Engadin Press, 1950. URL consultato il 6 gennaio 2017 (archiviato dall'url originale il 6 gennaio 2017).
119. ↑  Del Col 2009, p. 28.
120. ↑   Giorgio Caravale, Libri pericolosi - Censura e cultura italiana in età moderna, Laterza, 2022,  p. 95.
121. ↑  Storia dell'Inquisizione in Italia, v. 3, pp. 17-18.
122. 1 2   Santi Correnti, Donne di Sicilia: la storia dell'isola del sole scritta al femminile, Società Editrice Internazionale, 2001,  p. 122, ISBN 978-88-87432-57-2. URL consultato il 13 aprile 2020.
123. ↑   Massimo Firpo, Riforma protestante ed eresie nell'Italia del Cinquecento, Roma-Bari, Laterza, 1993,  pp. 23 e ss.
124. ↑  Malavasi 2005, pp. 157 e ss.
125. ↑  Farinelli e Paccagnini 1989, p. 77.
126. 1 2  Del Col 2006, pp. 592-593.
127. 1 2   Guido Dall'Olio, Tribunali vescovili, inquisizione romana e stregoneria. I processi bolognesi del 1559, in Adriano Prosperi (a cura di), Il piacere del testo. Saggi e studi per Albano Biondi, I, Roma 2001, Bulzoni,  pp. 63-82.
128. ↑  V.si per es. Tamburini 1866, v. IV, p. 88.
129. ↑   Michel De Certeau, Carlo Borromeo, santo, in Dizionario biografico degli italiani, vol. 20, Roma, Istituto dell'Enciclopedia Italiana, 1977.
130. ↑  Farinelli e Paccagnini 1989, pp. 68-69.
131. ↑  Farinelli e Paccagnini 1989, pp. 85-88.
132. ↑  Romeo 1990, pp. 47-52.
133. ↑  Farinelli e Paccagnini 1989, pp. 92-96.
134. ↑  Camenisch 1950.
135. ↑   Marisa Milani, Antiche pratiche di medicina popolare nei processi del S. Uffizio (Venezia, 1572-1591), Padova, Centrostampa Palazzo Maldura, 1986.
136. ↑  Milani 2006, pp. 63-86.
137. 1 2 3 4 5   Marisa Milani, Il caso di Emilia Catena, meretrice, ‘striga et herbera’, in Museum Patavinum, IV, 1985,  pp. 75-97.
138. 1 2 3 4  Milani 2006, pp. 155-189 e 205-215.
139. ↑  Lavenia 2015, pp. 163 e s.
140. ↑  Foster 2017.
141. 1 2 3   Vincenzo Lavenia, Eliseo Masini, in Dizionario biografico degli italiani, vol. 71, Roma, Istituto dell'Enciclopedia Italiana, 2008.
142. 1 2   Romeo De Maio, Carlo Baldino, in Dizionario biografico degli italiani, vol. 5, Roma, Istituto dell'Enciclopedia Italiana, 1963.
143. 1 2  Romeo 1990, pp. 18 e ss.
144. 1 2   Vincenzo Lavenia, Leonardo Vairo, in Dizionario biografico degli italiani, vol. 97, Roma, Istituto dell'Enciclopedia Italiana, 2020.
145. ↑  (EN) Alessandra Belloni e Matthew Fox, Healing Journeys with the Black Madonna: Chants, Music, and Sacred Practices of the Great Goddess, Simon and Schuster, 2019,  p. 408, ISBN 9781591433439.
146. ↑   Pietro Piperno (pseud l'Oscuro.), Della Superstitiosa noce di Benevento, tratatto historico del sign. Pietro Piperno,... con il trattato in lingua latina scritto... dall'istesso autore intorno la sudetta superstitiosa noce... In questa 2a impressione da molti errori emendata, G. Gaffaro, 1640. URL consultato il 20 giugno 2015.
147. ↑  Di Gesaro 1988, pp. 389 e ss.
148. 1 2  Romeo 1990, pp. 154-160.
149. 1 2  Romeo 2008, pp. 316-318.
150. 1 2  Herzig 2013, p. 256.
151. ↑   Saverio Ricci, Giulio Antonio Santori, in Dizionario biografico degli italiani, vol. 90, Roma, Istituto dell'Enciclopedia Italiana, 2017.
152. ↑   Giovanni Romeo, Esorcisti, confessori e sessualità femminile nell'Italia della Controriforma. A proposito di due casi modenesi del primo Seicento, Firenze, Le Lettere, 1998.
153. 1 2   Lombardia beni culturali, Stregoneria a Bormio - periodi storici, su lombardiabeniculturali.it.
154. ↑   Roberto Grassi, Dall'archivio al racconto: il caso di un processo per stregoneria a Bormio nel 1630, in Richini 2009, pp. 59-72, 2009.
155. ↑   Paolo Prodi, Federico Borromeo, in Dizionario biografico degli italiani, vol. 13, Roma, Istituto dell'Enciclopedia Italiana, 1971.
156. 1 2  Farinelli e Paccagnini 1989, p. 97.
157. ↑  Farinelli e Paccagnini 1989, p. 99.
158. 1 2   Matteo Bevenuti, Registro de' giustiziati nella nobilissima scuola di S. Gio. Decolato [...], in Archivio storico lombardo, vol. 1882, Milano, Fratelli Dumolard, IX,  p. 453.
159. 1 2  Farinelli e Paccagnini 1989.
160. ↑  Farinelli e Paccagnini 1989, pp. 111-112.
161. ↑  (LA) Federico Borromeo, De pestilentia quæ Mediolani anno 1630 magnam stragem edidit, rist., Milano, Myricae edizioni, 2012  [1630?].
162. ↑  Tamburini 1992, p. XIX.
163. ↑  Tamburini 1992, p. XXI.
164. 1 2   Giuseppe Girimonti Greco, Francesco Maria Guazzo, in Dizionario biografico degli italiani, vol. 60, Roma, Istituto dell'Enciclopedia Italiana, 2003.
165. 1 2  Farinelli e Paccagnini 1989, pp. 103 e ss.
166. ↑  Farinelli e Paccagnini 1989, pp. 117-118.
167. ↑   Mauro Fasan, Giussago e Lugugnana, due casi di stregoneria nel 1675, in La bassa, vol. 80, 2020,  pp. 70-76.
168. 1 2   Dario Visintin, L'attività dell'inquisitore Fra Giulio Missini in Friuli (1645–1653): L'efficienza della normalità, Trieste-Montereale Valcellina, Università di Trieste [e] Circolo culturale Menocchio, 2008.
169. ↑  Di Gesaro 1988, pp. 831 e ss.
170. ↑  Di Gesaro 1988, pp. 988 e ss.
171. ↑  Olgiati 1969, v. I, pp. 301 e ss.
172. ↑  Olgiati 1969, v. II, pp. 265 e ss.
173. ↑  Olgiati 1969, v. III, pp. 5 e ss.
174. ↑  Olgiati 1969, v. I, pp. 289 e ss.
175. ↑  Olgiati 1969, v. II, pp. 261 e ss.
176. 1 2  Olgiati 1969, v. II, pp. 109 e ss.
177. ↑  Olgiati 1969, v. III, pp. 93 e ss.
178. ↑  Cassar 1993, p. 317.
179. ↑  Canosa e Colonnello 1983, p. 86.
180. ↑  Olgiati 1969, v. IV, pp. 91 e ss.
181. ↑  Olgiati 1969, v. IV, pp. 97 e ss.
182. ↑  Canosa e Colonnello 1983, pp. 70-71.
183. ↑  Di Simplicio 2005, pp. 27-28.
184. ↑  Canosa e Colonnello 1983, p. 87.
185. ↑   Alessandro Caprara, Un processo per stregoneria nel Trentino di primo settecento : il caso della Toldina di Pilcante, tesi di laurea (dattiloscritto), Università degli studi di Trento, 2006.
186. ↑  Cristoforetti 2008, pp. 214-220.
187. ↑   Giovanni Cristoforetti, Dell'ultima esecuzione capitale per stregoneria in terra trentina : Una fonte inedita (PDF), in Atti Acc. Rov. Agiati, VIII, VIII, A, fasc. I, n. 258, 2008,  pp. 205-251.
188. 1 2  Storia dell'Inquisizione in Italia, v. II, pp. 81-82.
189. 1 2 3  Del Col 2006, p. 628.
190. 1 2 3  Veronese 2017, pp. 75-77.
191. ↑   p. 212 Guido Dall'Olio, Bologna, in DSI, v. 2, pp. 211-213.
192. ↑   Massimo Mori, 15.7, in Storia della filosofia moderna, Bari-Roma, Editori Laterza, 2005.
193. ↑  Cristoforetti 2008, p. 206.
194. ↑   Enrico Zucchi, Girolamo Tartarotti, in Dizionario biografico degli italiani, vol. 95, Roma, Istituto dell'Enciclopedia Italiana, 2019.
195. ↑  Parinetto 1974, pp. 80-154.
196. ↑  Parinetto 1974, pp. 205-224.
197. ↑  Parinetto 1974, pp. 320-336.
198. ↑   Gian Paolo Romagnani, Scipione Maffei, in Dizionario biografico degli italiani, vol. 67, Roma, Istituto dell'Enciclopedia Italiana, 2006.
199. ↑  Parinetto 1974, pp. 330 e ss.
200. ↑   Franco Venturi, Settecento riformatore: da Muratori a Beccaria, Torino, Einaudi, 1969,  pp. 379-389.
201. ↑  Venturi 1969, p. 361.
202. ↑  Canosa e Colonnello 1983, pp. 77-81.
203. ↑  Canosa e Colonnello 1983, pp. 81-84.
204. ↑  Farinelli e Paccagnini 1989, pp. 130-131.
205. ↑  Parinetto 1974, pp. 27-29.
206. 1 2  Trevor-Roper 1969, pp. 162-165.
207. ↑  Veronese 2017, pp. 76-77.
208. ↑   Mario Casaburi, La fattucchiera Cecilia Faragò. L'ultimo processo di stregoneria e l'appassionata difensiva di Giuseppe Raffaelli, Rubbettino, 1996, ISBN 978-8-8728-44335.
209. ↑   Giovanna Fiume, Mariti e pidocchi. Storia di un processo e di un aceto miracoloso, Edizioni XL, 2008.
210. ↑   Adriana Assini, Giulia Tofana. Gli amori, i veleni, Scrittura & Scritture, 2017, ISBN 9788889682968.
211. ↑   Roberto Gervaso, Cagliostro, Milano, Rizzoli, 1973.
212. ↑   Carlo Francovich, Giuseppe Balsamo, alias Alessandro Cagliostro, in Dizionario biografico degli italiani, vol. 5, Roma, Istituto dell'Enciclopedia Italiana, 1963.
213. ↑   Luciano Denicola, Il caso di Margherita DeGaudenzi, la strega di Cervarolo, in de Valle Sicida, XXIII, Società Valsesiana di Cultura, 2013,  pp. 157-176.
214. 1 2   Gianvittorio Signorotto e Claudia Di Filippo Bareggi (a cura di), L’Inquisizione in età moderna e il caso milanese, Roma, Bulzoni, 2009.
215. ↑   Domenico Ligresti, Sicilia Aperta (Secoli XV-XVII): Mobilita Di Uomini E Idee, Palermo, Associazione Mediterranea, 2006, ISBN 88-902393-2-8.
216. 1 2 3  Messana 2007, cap. I Profilo storico dell'Inquisizione spagnola in Sicilia.
217. ↑  Tamburini 1866, v. II, pp. 459 e ss.
218. ↑   Simona Giurato, La Sicilia di Ferdinando il Cattolico: tradizioni politiche e conflitto tra Quattrocento e Cinquecento (1468-1523), Rubbettino, 2003, ISBN 88-498-0724-4.
219. 1 2  Tamburini 1866, v. III, pp. 49-50.
220. 1 2  Tamburini 1866, v. III, pp. 90-91.
221. ↑  Messana 2012.
222. 1 2  (FR) Albert A. Sicroff, Les controverses des statuts de « pureté de sang » en Espagne du XV au XVII, Parigi, Didier, 1960.
223. ↑  (EN) William Monter, 15. Witchcraft in Iberia, in Levack 2013, pp. 268-282, 2013.
224. ↑   Franca Petrucci, Marcantonio Colonna, in Dizionario biografico degli italiani, vol. 27, Roma, Istituto dell'Enciclopedia Italiana, 1982.
225. ↑  Monter 2013, p. 277.
226. 1 2  Messana 2007, pp. 137-139, 415-416 e 593-607.
227. ↑   Leonardo Sciascia, Morte dell'Inquisitore, Bari, Laterza, 1964.
228. 1 2 3 4 5  Loi 2013.
229. ↑  Tamburini 1866, v. III, pp. 250 e ss.
230. ↑  Loi 2013, p. 272.
231. 1 2   Tomasino Pinna, Storia di una strega: l'inquisizione in Sardegna: il processo di Julia Carta, EDES, 2000, ISBN 88-86002-36-X, OCLC 45720798. URL consultato il 2 luglio 2020.
232. ↑  Pittalis 2017, p. 58.
233. ↑  Santarelli 2007, pp. 86-87.
234. ↑  Pittalis 2017, p. 59.
235. ↑  Santarelli 2007, p. 85.
236. ↑  Del Col 1991, p. 230.
237. ↑  Pittalis 2017, p. 54.
238. ↑  Del Col 1991, pp. 16-17.
239. ↑  Santarelli 2007, pp. 16-17.
240. ↑  Pullan 1983, pp. 6-7, 27.
241. ↑  Pullan 1983, pp. 9-10.
242. ↑   Leggi e Memorie Venete sulla Prostituzione, ed. privata in 150 esemplari numerati, Venezia, Marco Visentini, 1870–1872.
243. ↑   Giambattista Gallicciolli, Delle memorie venete antiche profane ed ecclesiastiche, vol. 6, Venezia, appresso Domenico Fracasso, 1795,  p. 168.
244. ↑   Le cortigiane di Venezia dal Trecento al Settecento: catalogo della mostra (Venezia, Ca' Vendramin Calergi, 1990), Skira, 1995.
245. 1 2   Marisa Milani, La Verità, ovvero Il processo contro Isabella Bellocchio (Venezia, 12 gennaio – 14 ottobre 1589), 2 v., Padova, Centrostampa Palazzo Maldura, 1985.
246. ↑  Milani 2006, pp. 87-116.
247. ↑   Giuliana Ancona, Capodistria, in DSI, vol. 1, p. 261..
248. ↑   Silvano Cavazza, Annibale Grisonio, in Dizionario biografico degli italiani, vol. 59, Roma, Istituto dell'Enciclopedia Italiana, 2003.
249. 1 2   Matija Drandic, Credenze e pratiche magico-religiose in Istria nel XVII secolo, in Atti Centro di Ricerche Storiche Rovigno, vol. 49, 2019,  pp. 69-100 (81-82).
250. ↑   Mario Gauci, L'archivio dell'Inquisizione di Malta: un patrimonio documentario per la storia dell'isola e il suo contesto mediterraneo, in Cifres 2019, pp. 443-466.
251. 1 2  (EN) Cassar Carmel, Witchcraft, Sorcery and the Inquisition: A Study of Cultural Values in Early Modern Malta, Mireva, 1996.
252. ↑  (EN) Kenneth Gambin, The Inquisitor's Palace, Vittoriosa, Santa Venera, Heritage Books, 2003,  p. 6, ISBN 9789993239772.
253. 1 2  (EN) Cassar Carmel, Malta (PDF), in Golden 2006, v. III, pp. 723-725, 2006.
254. ↑  Cassar 1993.
255. ↑   Piero Ventura, Privilegi, identità urbana e politica: le capitali dell'Italia spagnola durante il regno di Filippo II, in Repositorio.uam.es,  p. 745. URL consultato il 20 agosto 2021.
256. ↑   Elena Bonora, Scipione Rebiba, in Dizionario biografico degli italiani, vol. 86, Roma, Istituto dell'Enciclopedia Italiana, 2016. URL consultato il 30 luglio 2017.
257. ↑   Luigi Amabile, Il Santo Officio della inquisizione in Napoli, Città di Castello, Lapi tip. ed., 1892.
258. 1 2   Elena Bonora, Giulia Di Marco, in Dizionario biografico degli italiani, vol. 40, Roma, Istituto dell'Enciclopedia Italiana, 1991.
259. ↑   Giorgio Tori, I rapporti tra lo Stato e la Chiesa a Lucca nei sec. XVI-XVIII. Le Istituzioni, in Rassegna degli archivi di Stato, XXXVI, 1976,  pp. 37-81.
260. ↑  Del Col 2009, p. 31.
261. ↑  Weber 2011.
262. ↑  Olgiati 1969, v. IV, pp. 47 e ss.
263. ↑  Olgiati 1969, v. IV, pp. 37 e ss.
264. ↑  (EN) Wolfgang Behringer, Shaman of Oberstdorf : Chonrad Stoeckhlin and the Phantoms of the Night, traduzione di Erik H.C. Midelfort, University of Virginia Press, 1998, ISBN 9780813918532.
265. ↑  Cristoforetti 2008, p. 214.
266. ↑  Loi 2013, p. 34.
267. ↑  Tedeschi 1997, Introduzione, p. 18.
268. 1 2  Del Col 2009, p. 32.
269. ↑  Lovison 2023, p. 6.
270. ↑  Tedeschi 1997, Introduzione, pp. 17-18.
271. 1 2 3  Olgiati 1969.
272. 1 2  Pullan 1983, pp. 135-136.
273. ↑   Gabriella Olla Repetto, Un inventario di beni dell’Inquisizione in Sardegna nell'anno 1591, in Atti del Convegno di studi religiosi sardi, Cagliari 24-26 maggio 1962, Padova, CEDAM, 1963,  pp. 107-123.
274. ↑  Brignoli 2009, pp. 121-125.
275. ↑   William Monter, Effigie, in DSI, vol. 1, pp. 430-431, 2010.
276. 1 2  Santarelli 2007, pp. 18-24.
277. 1 2 3  Ankarloo 2002, p. 48.
278. ↑  Romeo 1990, pp. 54-57.
279. ↑  Milani 2006, pp. 19-44.
280. ↑  Maifreda 2014, I, cap. 1, Roma e il finanziamento del sistema inquisitoriale.
281. ↑  Corsi 2013, pp. 90 e ss.
282. ↑  Giordani 2005, pp. 21-30 e 82-83.
283. ↑  Corsi 2013, pp. 24 e ss.
284. ↑  Lovison 2023, pp. 15 e ss.
285. ↑  Ankarloo 2002, pp. 47-49.
286. ↑  Cristoforetti 2008, p. 216.
287. ↑   Matteo Duni, Tra religione e magia. Storia del prete modenese Guglielmo Campana (1460?-1541), Firenze, Olschki, 1999.
288. ↑  Herzig 2013b, p. 264.
289. ↑  Malavasi 2005, pp. 193 e ss.
290. ↑   Claudia Pancino e Umberto Mazzone, Sortilegi amorosi, materassi a nolo e pignattini: processi inquisitoriali del XVII secolo fra Bologna e il Salento, Carocci, 2008, ISBN 978-8-8430-49875.
291. ↑  Ankarloo 2002, pp. 99 e ss.
292. ↑  Ankarloo 2002, p. 99.
293. ↑  Cassar 1993, p. 318.
294. ↑  Canosa e Colonnello 1983, pp. 86-87.
295. ↑  (EN) Tessa Storey, Carnal Commerce in Counter-Reformation Rome, Cambridge University Press, 2008.
296. ↑  Di Simplicio 2005, pp. 240 e ss.
297. ↑  Di Simplicio 2005, pp. 214-216.
298. ↑  Di Simplicio 2000, pp. 165-172.
299. ↑  Ankarloo 2002, p. 113.
300. ↑  Messana, 2012, pp. 146-153.
301. ↑  Duni 1999, pp. 178-180 e 236-238.
302. ↑  Ceriotti e Dallasta 2008, pp. 113 e 221.
303. ↑  Relazione della morte di Paolo Antonio Galles calabrese, reo di furto d'ostie sacre, commesso nel 1708 in S. Maria in Trastevere, Bibliothèque nationale de France, Département des manuscrits, Italien 169, cc. 249-281.
304. ↑  Del Col 2006, p. 735.
305. ↑  Ginzburg 1986, pp. 181 e ss.
306. ↑   Dario Visintin, Michele Soppe benandante, Montereale Valcellina, Comune di S. Maria la Longa [e] Circolo Culturale Menocchio, S. Maria la Longa, 2009.
307. ↑   Renzo Ristori, Samuele Cassini, in Dizionario biografico degli italiani, vol. 21, Roma, Istituto dell'Enciclopedia Italiana, 1978.
308. ↑   Roberto Abbondanza, Andrea Alciato, in Dizionario biografico degli italiani, vol. 2, Roma, Istituto dell'Enciclopedia Italiana, 1960.
309. ↑   Gaspare De Caro, Giovanni Lorenzo d'Anania, in Dizionario biografico degli italiani, vol. 3, Roma, Istituto dell'Enciclopedia Italiana, 1961.
310. ↑  Ankarloo 2002, p. 127.
311. ↑  Ad esempio Romeo 2008

### Fonti
- (LA) Francesco Maria Guaccio, Compendium maleficarum, ex quo nefandissima in genus humanum opera venefica, [...], 3 v., Milano, 1605. Ed. it.  Luciano Tamburini (a cura di), Compendium maleficarum, Preambolo di Carlo Carena, i millenni, Torino, Einaudi, 1992.
- (LA) Heinrich Institoris e Jacob Sprenger, Malleus Maleficarum, Strasburgo?, Johann Prüss?, post-1484, OCLC 67982144. Ed. it.  Il Martello delle streghe. La sessualità femminile nel 'transfert' degli inquisitori, traduzione it. di Armando Verdiglione, Spirali, 2006  [1985].
- (LA) Bernardus comensis, De strigibus, in Lucerna inquisitorum haereticae pravitatis in qua summatim continetur quicquid desideratur ad huiusce Inquisitionis sanctum mumus exequendum, Mediolani, apud Valerium & Hieronymum fratres Metios, 1566,  pp. 90v-102v.
- (LA) Bartolomeo Spina, Reuerendi Patris F. Bartholomaei Spinei [...] Ord. Praed [...] Quaestio de strigibus: vna cum tractatu de praeminentia Sacrae Theologiae & quadruplici Apologia de Lamiis contra Ponzinibium [...], Romae, In aedibus Populi Romani, 1576, OCLC 700153717.
- Girolamo Tartarotti; Clemente Baroni di Cavalcabò, Apologia del congresso notturno delle lammie, o sia risposta, Whitefish, Mont, Kessinger Publ, 2009  [1751], OCLC 774408358.

### Studi

#### Generali
In Italiano
- Attilio Agnoletto, Maria Rosario Lazzati e Sergio Abbiati, La stregoneria: diavoli, streghe, inquisitori dal Trecento al Settecento, Milano, Mondadori, 1999, OCLC 797432548.
- Michael D. Bailey, Magia e superstizione in Europa dall'Antichità ai nostri giorni, Torino, Lindau, 2008, ISBN 978-88-7180-752-2.
- Giordano Berti, Storia della Stregoneria, Milano, Mondadori, 2010, ISBN 978-88-04-59868-8.
- Agostino Borromeo (a cura di), L'inquisizione. Atti del Simposio Internazionale di Città del Vaticano del 29-31 ottobre 1998, Biblioteca Apostolica Vaticana, 2003, ISBN 88-210-0761-8.
- Franco Cardini e Marina Montesano, La lunga storia dell'inquisizione. Luci e ombre della «leggenda nera», Città Nuova, 2005.
- Romano Canosa, Storia dell'Inquisizione in Italia: dalla metà del Cinquecento alla fine del Settecento, 5 v., Sapere 2000, 1986-1990.
- Romano Canosa e Isabella Colonnello, Gli ultimi roghi. La fine della caccia alle streghe in Italia, Roma, Sapere 2000, 1983.
- Dinora Corsi, Diaboliche, maledette e disperate : le donne nei processi per stregoneria (secoli XIV-XVI), Firenze University Press, 2013, ISBN 978-8-8665-53410.
- Dinora Corsi e Matteo Duni, Non lasciar vivere la malefica : le streghe nei trattati e nei processi (secoli XIV-XVII), Firenze University Press, 2008.
- Andrea Del Col, L'inquisizione in Italia: dal XII al XXI secolo, Milano, Mondadori, 2006, ISBN 978-88-0453-433-4.
- Andrea Del Col, La persecuzione della stregoneria in Italia dal Medioevo all'età moderna (PDF), in Richini 2009, pp. 17-37.
- Pinuccia Di Gesaro, Streghe: L'ossessione del diavolo, Il repertorio dei malefizî, La repressione, Bolzano, Praxis 3, 1988, OCLC 601617393.
- Oscar Di Simplicio, Autunno della stregoneria. Maleficio e magia nell'Italia moderna, Bologna, Il Mulino, 2005.
- Luca Giarelli (a cura di), Stregoneria nelle Alpi. Malefici, processi, inquisitori e roghi, 2022, ISBN 979-1221420319.
- Carlo Ginzburg, Storia Notturna. Una decifrazione del Sabba, nuova ed., Milano, Adelphi, 2017  [1989], ISBN 978-88-459-3216-8. Ed. (EN) Carlo Ginzburg, Ecstasies: Deciphering the Witches' Sabbath, Pantheon Books, 1990, ISBN 978-0394581637.
- Brian P. Levack, La caccia alle streghe in Europa, traduzione di S. Liberatore e A. Rossatti, 3.ed., Roma-Bari, Laterza, 2012, ISBN 978-8842058793.
- Giulia Lovison, Setta diabolica e superstizione. La procedura contro le streghe dall'ufficio inquisitoriale al Sant'Uffizio (PDF), in Giornale di storia, vol. 43, 2023, ISSN 2036-4938 (WC · ACNP).
- Germano Maifreda, I denari dell'inquisitore. Affari e giustizia di fede nell'Italia moderna, Torino, Einaudi, 2014.
- William Monter, Riti, mitologia e magia in Europa all'inizio dell'età moderna, Bologna, Il Mulino, 1987, OCLC 859651899.
- Luisa Muraro, La signora del gioco. La caccia alle streghe interpretata dalle sue vittime, La Tartaruga, 1976, ISBN 88-7738-449-2.
- Luciano Parinetto, Magia e ragione. Una polemica sulle streghe in Italia intorno al 1750 (PDF), Firenze, La Nuova Italia, 1974.
- Adriano Prosperi, Tribunali della coscienza. Inquisitori, confessori, missionari, Torino, Einaudi, 1996, ISBN 8806126709.
- Marina Romanello (a cura di), La stregoneria in Europa (1450-1650), Bologna, Il Mulino, 1975, OCLC 1075111372.
- Giovanni Romeo, Inquisitori domenicani e streghe in Italia tra la metà del Cinquecento e i primi decenni del Seicento, in Praedicatores, inquisitores ; 3: I Domenicani e l'Inquisizione romana, istituto Storico Domenicano, 2008,  pp. 309-344.
- Giovanni Romeo, L'Inquisizione nell'Italia moderna, Roma-Bari, Laterza, 2002.
- Giovanni Romeo, Inquisitori, esorcisti e streghe nell'Italia della Controriforma, Firenze, Sansoni, 1990.
- Pierluigi Serra, Maghe e streghe d'Italia, Newton Compton, 2024.
- Riccarda Suitner (a cura di), Gli Illuministi e i demoni. La disputa su magia e stregoneria dal Trentino all'Europa, Roma, Edizioni di Storia e Letteratura, 2019.
- John Tedeschi, Il giudice e l'eretico : studi sull'Inquisizione romana, Milano, Vita e Pensiero, 1997  [1991].
- Hugh R. Trevor-Roper, La caccia alle streghe in Europa tra Cinquecento e Seicento, in Protestantesimo e trasformazione sociale, Bari, Laterza, 1969.

In altre lingue
- (EN) Bengt Ankarloo, Witchcraft and magic in Europe. Vol. 4, The period of the witch trials, Londra, Athlone, 2002.
- (EN) Bengt Ankarloo e Gustav Henningsen (a cura di), Early Modern European Witchcraft. Centres and Peripheries, Oxford, Clarendon Press, 1990.
- (SV) Bengt Ankarloo e Gustav Henningsen (a cura di), Skrifter. Bd 13, Häxornas Europa 1400-1700 : historiska och antropologiska studier, Stoccolma, Nerenius & Santérus, 1987.
- (EN) Brian P. Levack (a cura di), The Oxford Handbook of Witchcraft in Early Modern Europe and Colonial America, Oxford University Press, 2013.
- (EN) Marina Montesano, Classical Culture and Witchcraft in Medieval and Renaissance Italy, in Palgrave Historical Studies in Witchcraft and Magic, Londra, Palgrave Macmillan, 2018,  pp. 159-163.
- (EN) Michael Tavuzzi, Renaissance Inquisitors: Dominican Inquisitors and Inquisitorial Districts, Leida, Boston, BRILL, 2007.

#### Per area geografica
In Italiano
- Adorisio Antonella, Stregoneria e vita religiosa tra città e campagna nel Cinquecento romano, in Sociologia. Rivista di Scienze sociali, Roma, Istituto L. Sturzo, 1983.
- Laura Brignoli, Il fenomeno della stregoneria e l'inquisizione nel pavese, Pavia, Edizioni Guardamagna, 2009.
- Luca Ceriotti e Federica Dallasta, Il posto di Caifa. L'Inquisizione a Parma negli anni dei Farnese, Franco Angeli, 2008, ISBN 978-8-8464-93804.
- Virginia Dainotti, Roghi a Carignano, in Bollettino Storico Bibliografico Subalpino, n. 32, 1932,  pp. 283-292.
- Guido Dall'Olio, Eretici e inquisitori nella Bologna del Cinquecento, Bologna, Istituto per la storia di Bologna, 1999.
- Oscar Di Simplicio, Inquisizione, stregoneria, medicina. Siena e il suo Stato (1580-1721), Monteriggioni (SI), Il Leccio, 2000.
- Oscar Di Simplicio, L'Inquisizione a Siena. I processi di stregoneria (1580-1721), in Studi Storici, vol. 40, n. 4, 1999,  pp. 1087-1101.
- Giuseppe Farinelli e Ermanno Paccagnini, Processo per stregoneria a Caterina de’ Medici (1616-1617), Milano, Rusconi, 1989.
- Italo Giordani, Processi per stregoneria in Valle di Fiemme: 1501, 1504-1506, Trento, 2005.
- Salvatore Loi, Storia dell'Inquisizione in Sardegna, AM&D, 2013, ISBN 978-88-95462-59-2.
- Stefania Malavasi, Tra diavolo e acquasanta: eretici, maghi e streghe nel Veneto del Cinque-Seicento, Minelliana, 2005.
- Maria Sofia Messana, Il Santo Ufficio di Sicilia (1500-1782), Palermo, Istituto Poligrafico Europeo, 2012.
- Maria Sofia Messana, Inquisitori, negromanti e streghe nella Sicilia moderna (1500-1782), Palermo, Sellerio, 2007.
- Grado Giovanni Merlo, Streghe, Bologna, Il Mulino, 2006.
- Marisa Milani, Streghe e diavoli nei processi del S. Uffizio. Venezia 1554-1587, Bassano del Grappa, Tassotti, 2006.
- Andrea Murgia, L'Inquisizione Spagnola in Sardegna e la visita alle carceri e al secreto del 1613–14, Tesi dottorale, Università degli studi di Cagliari, A.A. 2015–2016.
- Ugolino Nicolini, La stregoneria a Perugia e in Umbria nel medioevo : con i testi di sette processi a Perugia e uno a Bologna, in Bollettino della Deputazione di storia patria per l'Umbria, vol. 84, 1988,  pp. 6-87.
- Gaudenzio Olgiati, Processi di Stregoneria nella Antica Giurisdizione di Poschiavo 1631-1672, a cura di R. Juvalta, 1969.
- Gian Nicola Pittalis, L'inquisizione a Venezia, Castelfranco Veneto, Biblioteca dei Leoni, 2017, ISBN 9788885460096.
- Massimo Prevideprato, Tu hai renegà la fede - Stregheria ed inquisizione in Valcamonica e nelle Prealpi lombarde dal XV al XVIII secolo, Brescia, Vannini, 1992.
- Andrea Richini (a cura di), Ci chiamavano streghe - Atti del convegno "Incontri Tra Montani 2008" in Pisogne (PDF), Bari, Laterza, 2009, ISBN 978-88-8231-534-4.
- Angelo Rundine, Gli inquisitori del Tribunale del Sant’Uffizio in Sardegna, in Archivio Storico Sardo, vol. 39,  pp. 227-264.
- Giancarlo Sorgia, L’inquisizione in Sardegna, Cagliari, Cuec, 1991.
- Giorgio Tortelli, Inquisizione e stregoneria a Brescia e nelle valli. La difficile convivenza fra autorità laiche e religiose nei primi decenni del XVI secolo, in Scritti in onore di Gaetano Panazza, Brescia, 1994.
- Domizia Weber, Sanare e maleficiare. Guaritrici, streghe e medicina a Modena nel XVI secolo, Roma, Carocci, 2011.

In altre lingue
- (EN) Carmel Cassar, Witchcraft beliefs and social control in Seventeenth-century Malta (PDF), in Journal of Mediterranean Studies, vol. 3.2, 1993,  pp. 316-334.
- (FR) Emmanuelle Foster, Les sorcières de Triora, Récit, 2017, ISBN 9781543104523.
- (EN) Vincenzo Lavenia, The Alpine Model of Witchcraft: The Italian Context in the Early Modern Period, in Marco Bellabarba, Hannes Obermair e Hitomi Sato (a cura di), Communities and Conflicts in the Alps from the Late Middle Ages to Early Modernity, Bologna-Berlino, Il Mulino - Duncker & Humblot, 2015,  pp. 151-164, ISBN 978-88-15-25383-5.
- (EN) Brian Pullan, The Jews of Europe and the Inquisition of Venice 1550–1670, Oxford, Basil Blackwell, 1983, ISBN 0631129790.

### Consultazione
In Italiano
- Luca Al Sabbagh, Daniele Santarelli e Herman H. Schwedt, I giudici della fede: l'Inquisizione romana e i suoi tribunali in età moderna, collana Studi storici, filologici e letterari, Edizioni CLORI, 2017, ISBN 978-88-942416-4-8.
- Julio Caro Baroja, Le streghe e il loro mondo, Parma, Pratiche, 1994, OCLC 797525355.
- Alejandro Cifres (a cura di), L'inquisizione romana e i suoi archivi: a vent'anni dall'apertura dell'ACDF atti del convegno, Roma, 15-17 maggio 2018, Gangemi editore, 2019, ISBN 978-88-492-3740-5.
- Norman Cohn, I demoni dentro: le origini del sabba e la grande caccia alle streghe, Milano, Unicopli, 1994  [1975], OCLC 935679962.
- Vanna De Angelis, Il libro nero della caccia alle streghe, Piemme.
- Carlo Ginzburg, Miti, emblemi, spie: morfologia e storia, Torino, Einaudi, 1986.
- Maria Mantello, Sessuofobia Chiesa Cattolica Caccia alle Streghe, Recensione di Piergiorgio Odifreddi, Generoso Procaccini, 2005.
- Jules Michelet, La strega, traduzione di Paola Cusumano e Massimo Parizzi, Milano, BUR, Rizzoli, 2011, ISBN 978-88-17-04642-8.
- Marina Montesano, Caccia alle streghe, Roma, Salerno, 2012, ISBN 978-88-8402-757-3, OCLC 802322937.
- Adriano Prosperi, Vincenzo Lavenia e John Tedeschi (a cura di), Dizionario storico dell'Inquisizione, 4 v., Pisa, Edizioni della Normale, 2010.
- Pietro Tamburini, Storia generale dell'Inquisizione, corredata da rarissimi documenti, 4 v., 1866  [1862].
- Dragon Rouge, Antica stregoneria italiana, Aradia Edizioni, 2007.
- Gustav Henningsen, L'avvocato delle streghe: stregoneria basca e Inquisizione spagnola, Milano, Garzanti, 1990, OCLC 799865580.
- Robert Mandrou, Magistrati e Streghe nella Francia del Seicento: un'analisi di psicologia storica, Roma, Laterza, 1971, OCLC 955566701.

In altre lingue
- (EN) Richard Golden, The Encyclopedia of Witchcraft, 4 v., Santa Barbara, ABC-Clio, 2006.